# 성남이천로
성남이천로(城南利川路)는 경기도 성남시 중원구 여수동 성남시청교차로와 이천시 부발읍 응암리 응암 교차로를 잇는 경기도의 도로이다. 기존의 상습 정체 구간인 국도 제3호선의 경충대로를 대체하는 국도대체우회도로이며, 전 구간 자동차 전용도로로 건설되었다. 공사 당시에는 성남 ~ 장호원간 도로라는 명칭으로 불렸다.
본래 이 도로는 도로 명칭처럼 경기도 이천시 장호원읍 풍계리 풍토 교차로까지 이어지는 총 연장 62.5km의 도로로 계획되었다. 그러나 2016년 예비타당성조사에서 마지막 6공구(이천시 부발읍 응암리 응암 교차로 ~ 장호원읍 풍계리 풍토 교차로까지 15.2km) 구간이 통과하지 못하면서 건설이 무산되었고, 남은 1 ~ 5공구인 47.3km 구간만 건설되었다.

## 역사
- 1999년 4월 : 제1차 국도5개년계획 (2000 ~ 2005년) 대상사업 중 2002년 추진예정 사업으로 선정 (성남 - 장호원: 61.3km)
- 2000년 ~ 2002년 : 건설교통부에서 실시설계 시행
- 2002년 3월 : 2공구 (광주시 태전동 태전 분기점 ~ 초월읍 용수리 쌍동 분기점) 구간 착공
- 2004년 4월 : 1공구 (성남시 중원구 여수동 여수 교차로 ~ 광주시 태전동 태전 분기점) 10.9km 구간 착공[1]
- 2004년 11월 8일 : 3공구 (광주시 곤지암읍 부항리 ~ 초월읍 용수리) 7.72km 구간 착공[2]
- 2004년 11월 : 4공구 (곤지암읍 부항리 열미 교차로 ~ 이천시 백사면 모전리 도봉 교차로) 10.15km 구간 착공[3]
- 2005년 9월 : 5공구 (이천시 백사면 모전리 도봉 교차로 ~ 부발읍 응암리 응암 교차로) 12.2km 구간 착공[4]
- 2007년 10월 26일 : 성남시 중원구 여수동 ~ 이천시 부발읍 응암리 47.3km 구간을 자동차 전용도로로 지정[5]
- 2012년 9월 28일 : 섬말 나들목 ~ 직동 나들목(성남시 중원구 갈현동 ~ 광주시 직동) 4.8km 구간 임시 개통[6]
- 2013년 4월 30일 : 태전 분기점 ~ 쌍동 분기점(광주시 장지동 ~ 초월읍 대쌍령리) 5.7km 구간 임시 개통[7]
- 2015년 4월 23일 : 대원 나들목 ~ 섬말 나들목(성남시 중원구 하대원동 ~ 갈현동) 1km 구간과 직동 나들목 ~ 태전 분기점(광주시 직동 ~ 태전동) 3.1km 구간 임시 개통[8]
- 2016년 3월 : 6공구 예비타당성조사 결과 발표 (기본안 B/C : 0.42, 개선안 B/C : 0.48)
- 2016년 11월 11일 : 쌍동 분기점 ~ 초월 나들목(광주시 초월읍 대쌍령리 ~ 선동리) 2.8km 구간 개통[9]
- 2017년 1월 25일 : 백사 교차로 ~ 부발 교차로(이천시 백사면 모전리 ~ 부발읍 죽당리) 6.1km 구간 개통[10]
- 2017년 9월 8일 : 성남시청 교차로 ~ 대원 나들목(성남시 중원구 여수동 ~ 도촌동) 2.8km 구간 개통[11]
- 2017년 12월 31일 : 초월 나들목 ~ 백사 교차로(광주시 초월읍 선동리 ~ 이천시 백사면 모전리) 6.4km 구간과 부발 교차로 ~ 응암 교차로(이천시 부발읍 죽당리 ~ 응암리) 15.1km 구간 개통[12]
- 2018년 3월 5일 : 2개 이상 시·도에 걸쳐 있는 도로로 성남이천로를 고시[13]
- 2025년 1월 1일 : 세종포천고속도로 개통을 인해 광남 나들목 개통

## 주요 경유지
아래 경유지는 6공구 구간이 제외된 구간이다.
경기도
- 성남시 중원구 - 광주시 (광남동 - 오포동 - 초월읍 - 곤지암읍) - 이천시 (신둔면 - 백사면 - 부발읍)

| 개통 (2017년) | 개통 (2013년) | 개통 (2017년) | 개통 (2017년) | 개통 (2017년) | 계획중 |

## 노선

### 나들목/분기점 목록
| 번호                            | 이름                            | 접속 노선                                         | 소재지                          | 소재지                          | 비고                                    |
| 제2경인고속도로 · 여수대로 직결 | 제2경인고속도로 · 여수대로 직결 | 제2경인고속도로 · 여수대로 직결                   | 제2경인고속도로 · 여수대로 직결 | 제2경인고속도로 · 여수대로 직결 | 제2경인고속도로 · 여수대로 직결         |
| ------------------------------- | ------------------------------- | ------------------------------------------------- | ------------------------------- | ------------------------------- | --------------------------------------- |
| 1                               | 성남시청                        | 성남대로                                          | 성남시                          | 중원구                          |                                         |
| 2                               | 대원                            | 국도 제3호선 (경충대로)                           | 성남시                          | 중원구                          | 성남 방향 진입 불가 이천 방향 진출 불가 |
| 3                               | 섬말                            | 희망로                                            | 성남시                          | 중원구                          | 성남 방향 진입 불가 이천 방향 진출 불가 |
| 3-1                             | 광남 나들목                     | 29호선 세종포천고속도로                           | 광주시                          | 광남동                          |                                         |
| 4                               | 직동                            | 고불로                                            | 광주시                          | 광남동                          |                                         |
| 5                               | 태전 분기점                     | 국도 제43호선 (회안대로) 국도 제45호선 (회안대로) | 광주시                          | 광남동                          |                                         |
| 6                               | 쌍동 분기점                     | 경충대로                                          | 광주시                          | 초월읍                          |                                         |
| 7                               | 초월 나들목                     | 52호선 광주원주고속도로                           | 광주시                          | 초월읍                          | 성남 방향 진출 불가 이천 방향 진입 불가 |
| 8                               | 열미                            | 국가지원지방도 제98호선 (광여로)                  | 광주시                          | 곤지암읍                        |                                         |
| 9                               | 봉현                            | 신만로                                            | 광주시                          | 곤지암읍                        | 성남 방향 진출 불가 이천 방향 진입 불가 |
| 10                              | 도암                            | 원적로                                            | 이천시                          | 신둔면                          |                                         |
| 11                              | 백사                            | 국가지원지방도 제70호선 (이여로)                  | 이천시                          | 백사면                          |                                         |
| 12                              | 도지                            | 청백리로228번길                                   | 이천시                          | 백사면                          |                                         |
| 13                              | 부발                            | 국도 제42호선 (중부대로)                          | 이천시                          | 부발읍                          |                                         |
| 14                              | 수정                            | 황무로1833번길                                    | 이천시                          | 부발읍                          |                                         |
| 15                              | 응암                            | 국도 제3호선 (경충대로)                           | 이천시                          | 부발읍                          |                                         |
| 이후 구간은 계획중              |                                 |                                                   |                                 |                                 |                                         |

### 세부 노선
- (■): 자동차 전용도로 구간

| 이름                                    | 접속 노선                        | 소재지                                    | 소재지                                        | 비고                                      |
| --------------------------------------- | -------------------------------- | ----------------------------------------- | --------------------------------------------- | ----------------------------------------- |
| 응암 나들목                             | 국도 제3호선 (경충대로)          | 이천시                                    | 부발읍                                        |                                           |
| (교량)                                  |                                  | 이천시                                    | 부발읍                                        |                                           |
| 수정 나들목                             | 황무로1833번길                   | 이천시                                    | 부발읍                                        |                                           |
| (교량)                                  |                                  | 이천시                                    | 부발읍                                        |                                           |
| 부발 나들목                             | 국도 제42호선 (중부대로)         | 이천시                                    | 부발읍                                        |                                           |
| 신원4교 고사천교 신원3교 신원2교        |                                  | 이천시                                    | 부발읍                                        |                                           |
| 신원1교                                 |                                  | 이천시                                    | 부발읍                                        |                                           |
| 백사면                                  |                                  | 이천시                                    |                                               |                                           |
| 도지3교                                 |                                  | 이천시                                    |                                               |                                           |
| 도지2교 도지 나들목                     | 청백리로228번길                  | 이천시                                    |                                               |                                           |
| 도지1교 모전교                          |                                  | 이천시                                    |                                               |                                           |
| 백사 나들목                             | 국가지원지방도 제70호선 (이여로) | 이천시                                    |                                               |                                           |
| 신대2교 신대1교                         |                                  | 이천시                                    |                                               |                                           |
| 도봉2교 도봉1교                         |                                  | 이천시                                    | 신둔면                                        |                                           |
| 도암 나들목                             | 원적로                           | 이천시                                    | 신둔면                                        |                                           |
| 수하2교 수하1교 지석3교 지석2교 지석1교 |                                  | 이천시                                    | 신둔면                                        |                                           |
| 정개터널                                |                                  | 이천시                                    | 신둔면                                        | 연장 1,950m                               |
| 정개터널                                | 광주시                           | 곤지암읍                                  |                                               | 연장 1,950m                               |
| 봉현1교                                 | 광주시                           | 곤지암읍                                  |                                               |                                           |
| 봉현터널                                | 광주시                           | 곤지암읍                                  |                                               | 연장 259m                                 |
| 설월교 봉현 나들목                      | 광주시                           | 곤지암읍                                  | 신만로                                        | 성남 방면 진출 불가 장호원 방면 진입 불가 |
| 실촌2교 실촌1교                         | 광주시                           | 곤지암읍                                  |                                               |                                           |
| 열미 나들목                             | 광주시                           | 곤지암읍                                  | 국가지원지방도 제98호선 (광여로)              |                                           |
| 광주4터널                               | 광주시                           | 곤지암읍                                  |                                               |                                           |
| 열미1교                                 | 광주시                           | 곤지암읍                                  |                                               |                                           |
| 광주3터널                               | 광주시                           | 곤지암읍                                  |                                               |                                           |
| 초월읍                                  | 광주시                           |                                           |                                               |                                           |
| 광주2터널                               | 광주시                           |                                           |                                               |                                           |
| 초월 나들목                             | 광주시                           | 52호선 광주원주고속도로                   | 성남 방면 진출 불가 장호원 방면 진입 불가     |                                           |
| 늑현교                                  | 광주시                           |                                           |                                               |                                           |
| 광주1터널                               | 광주시                           |                                           |                                               |                                           |
| (교량)                                  | 광주시                           |                                           |                                               |                                           |
| 쌍동 분기점                             | 광주시                           | 구 국도 제3호선 (경충대로)                |                                               |                                           |
| 대쌍교                                  | 광주시                           |                                           |                                               |                                           |
| 백마터널                                | 광주시                           |                                           | 성남 방면 연장 2,405m 장호원 방면 연장 2,385m |                                           |
| 백마터널                                | 광주시                           | 오포동                                    | 성남 방면 연장 2,405m 장호원 방면 연장 2,385m |                                           |
| 경안대교                                | 광주시                           |                                           |                                               |                                           |
| 광남동                                  | 광주시                           |                                           |                                               |                                           |
| 태전 분기점                             | 광주시                           | 국도 제43호선 국도 제45호선 (회안대로)    |                                               |                                           |
| 태전 졸음쉼터                           | 광주시                           |                                           |                                               |                                           |
| (터널)                                  | 광주시                           |                                           |                                               |                                           |
| 중대 졸음쉼터                           | 광주시                           |                                           |                                               |                                           |
| (생태터널)                              | 광주시                           |                                           | 연장 50m                                      |                                           |
| 직동 나들목                             | 광주시                           | 고불로                                    |                                               |                                           |
| 광남 나들목                             | 광주시                           | 29호선 세종포천고속도로                   |                                               |                                           |
| 직동터널                                | 광주시                           |                                           | 연장 310m                                     |                                           |
| 중원터널                                |                                  | 연장 1,195m                               |                                               |                                           |
| 중원터널                                | 성남시                           | 연장 1,195m                               | 중원구                                        |                                           |
| 섬말 나들목                             | 성남시                           | 희망로                                    | 중원구                                        | 성남 방면 진입 불가 장호원 방면 진출 불가 |
| 대원 나들목 섬말교                      | 성남시                           | 국도 제3호선 (경충대로)                   | 중원구                                        | 성남 방면 진입 불가 장호원 방면 진출 불가 |
| 여수터널                                | 성남시                           |                                           | 중원구                                        | 연장 910m                                 |
| 성남시청 교차로                         | 성남시                           | 110호선 제2경인고속도로 여수대로 성남대로 | 중원구                                        |                                           |
| 제2경인고속도로 · 여수대로 직결         |                                  |                                           |                                               |                                           |

## 사진

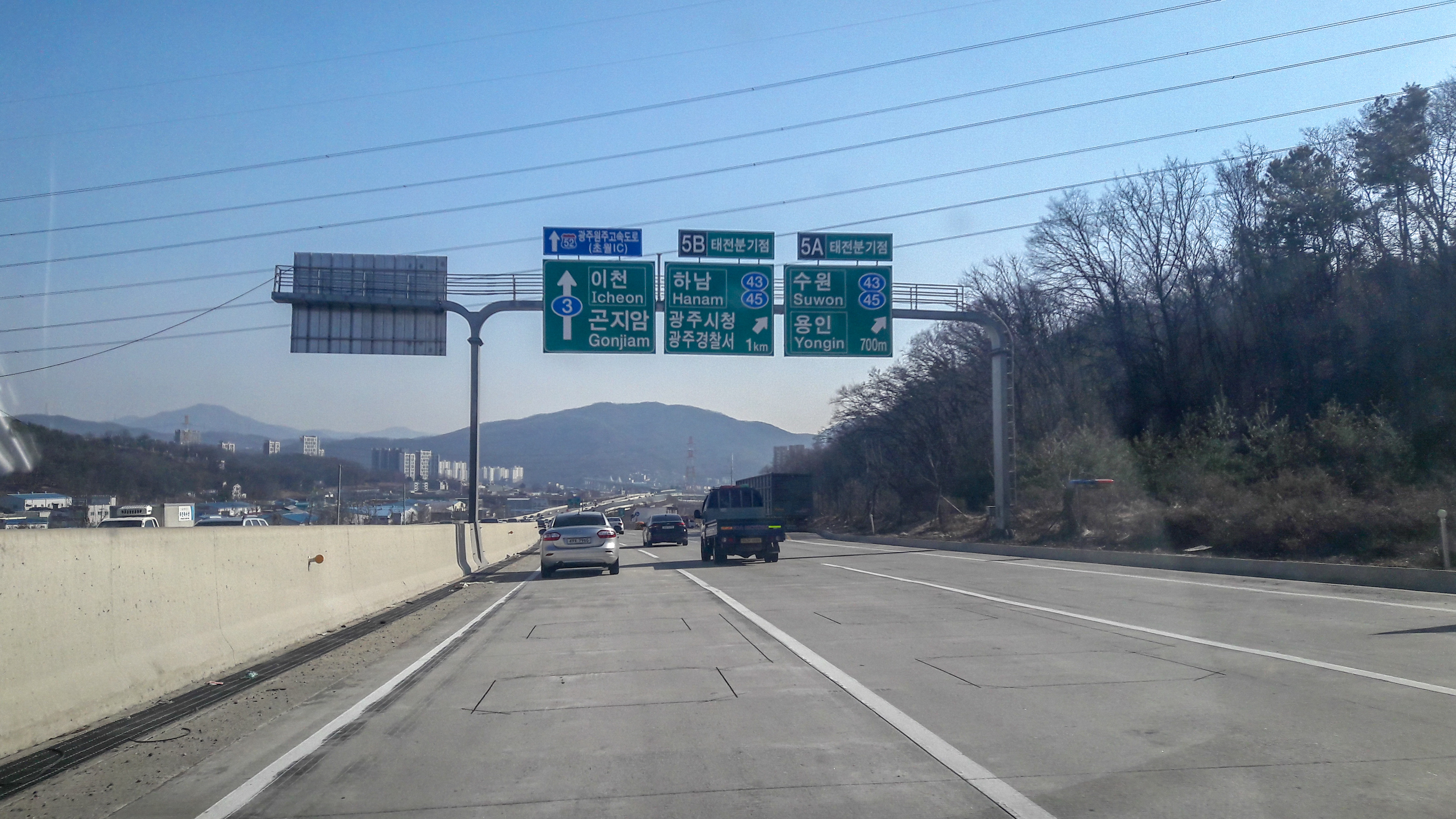
태전 분기점 700m 표지판(장호원 방면)
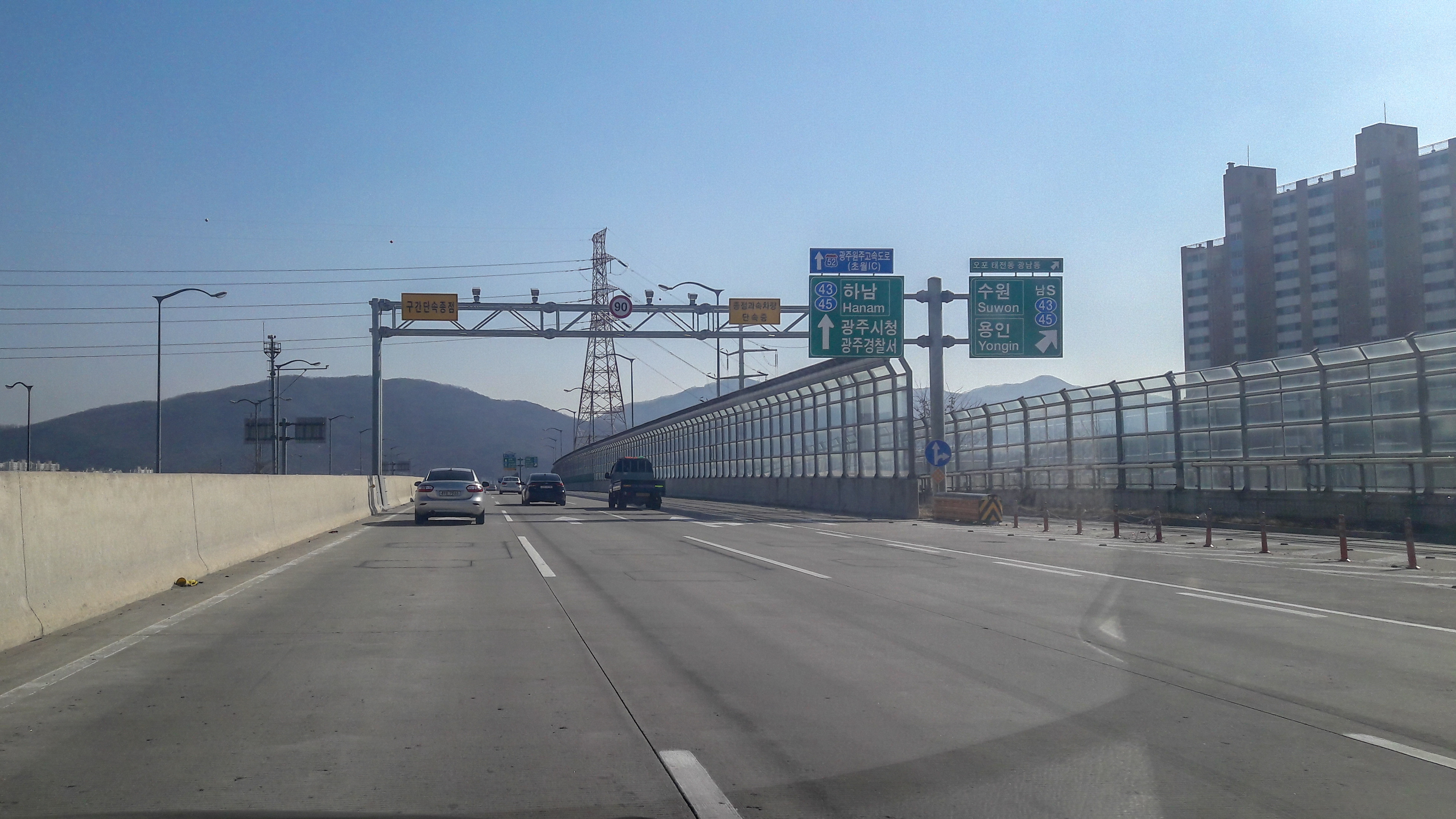
태전 분기점 1지점 분기부 표지판(장호원 방면)
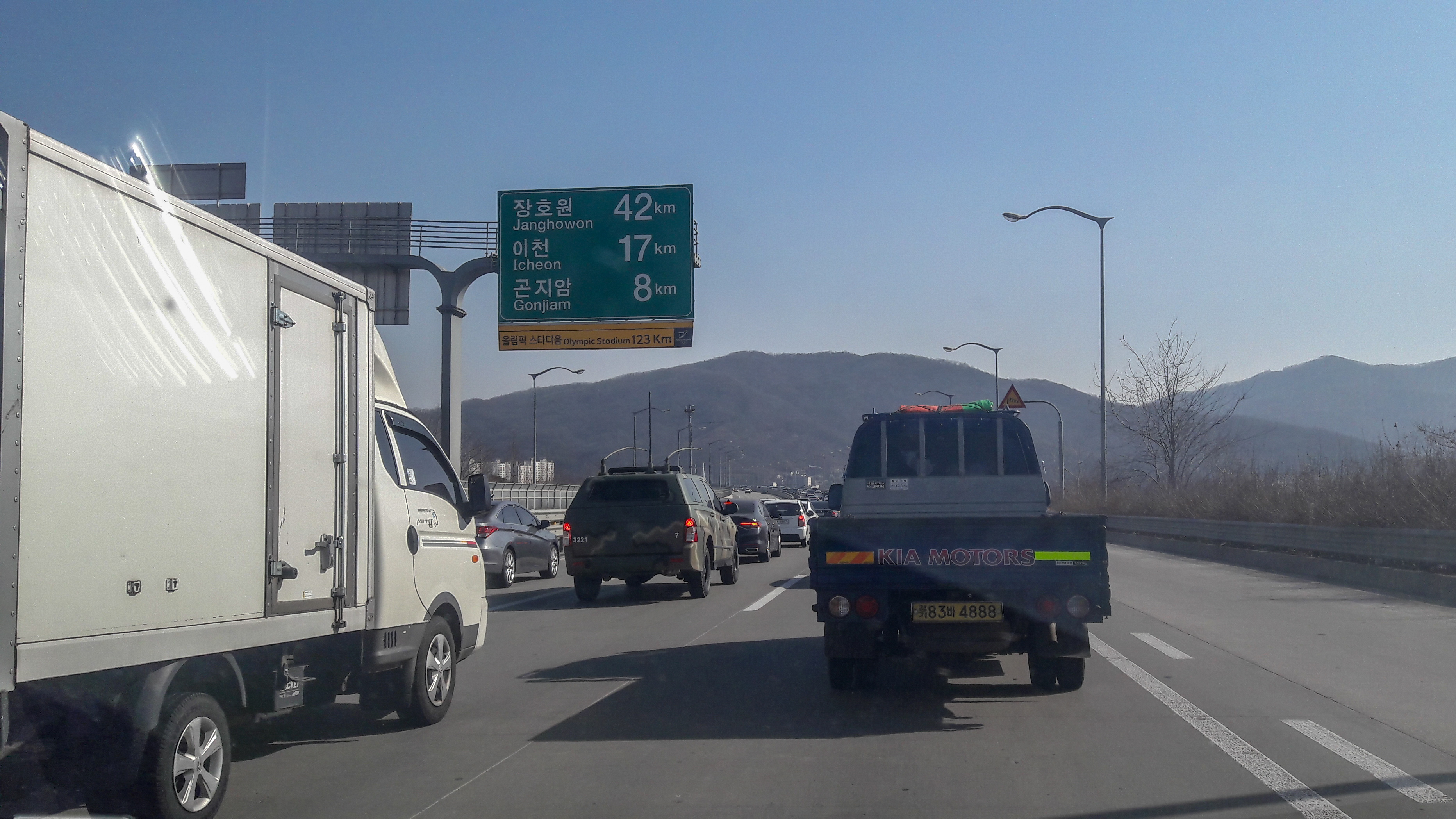
태전 분기점 합류부(장호원 방면)
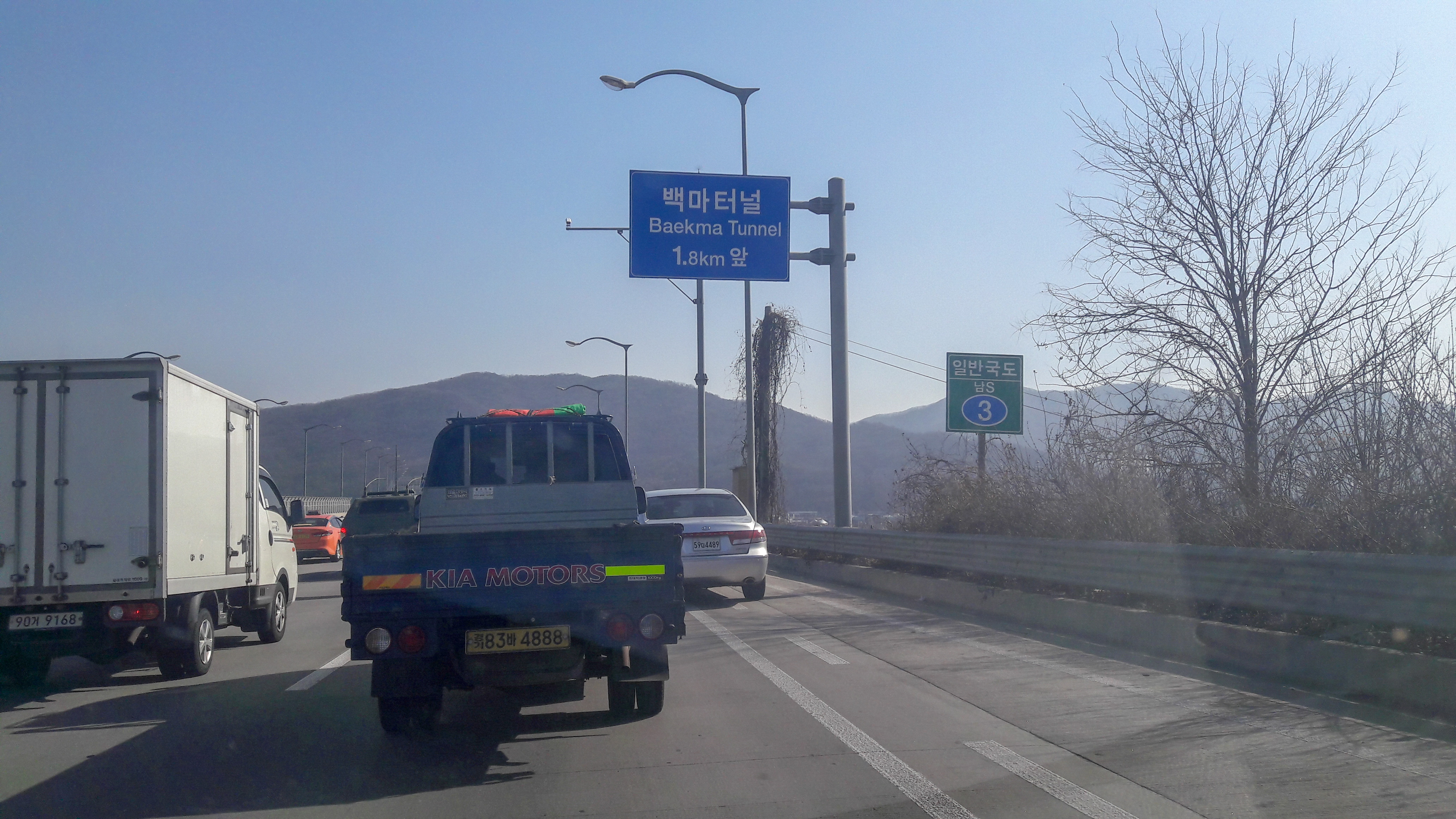
백마터널 1.8km 표지판(장호원 방면)
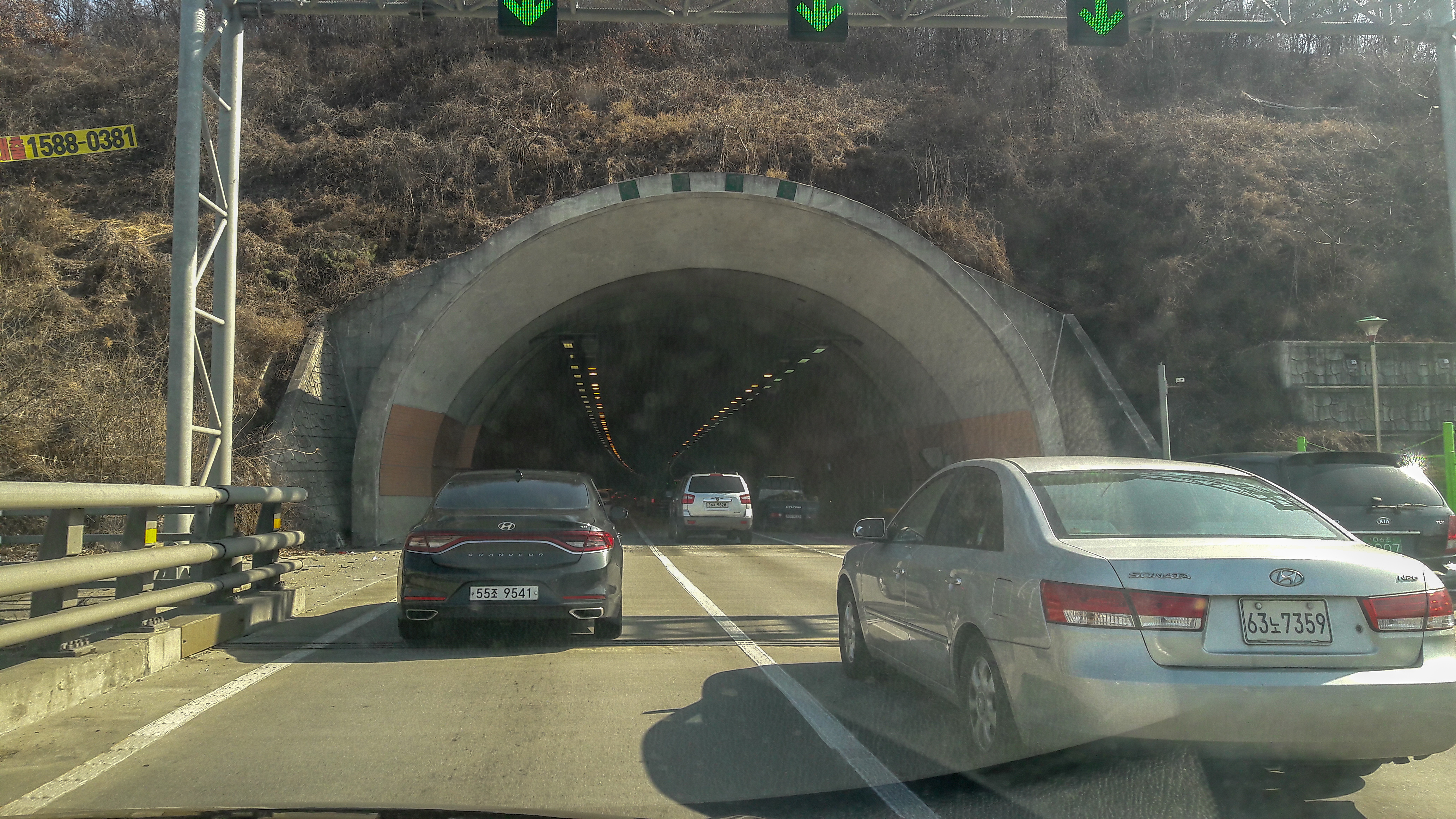
백마터널 입구(장호원 방면)
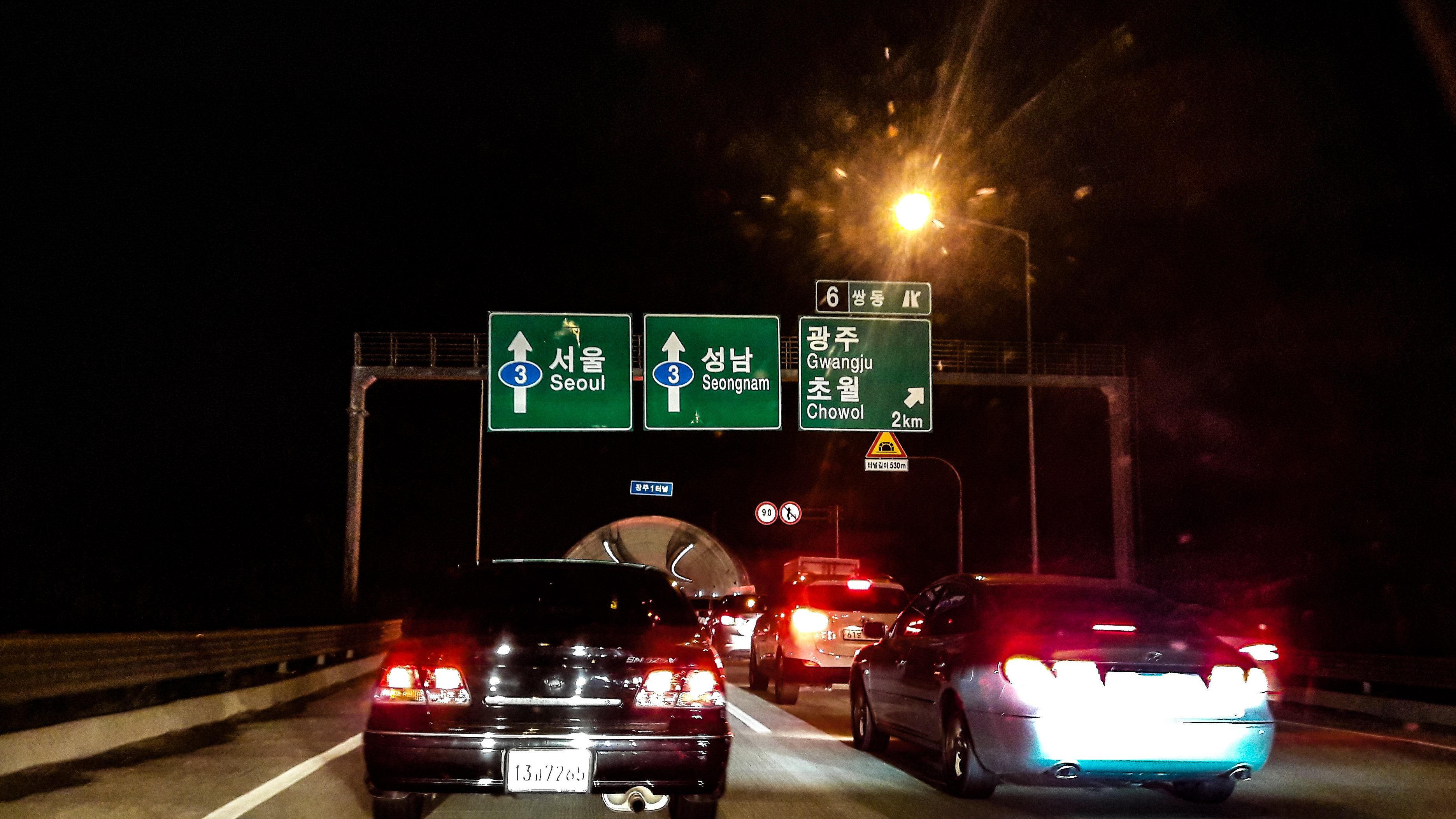
쌍동 분기점 2km 표지판(서울 방면)
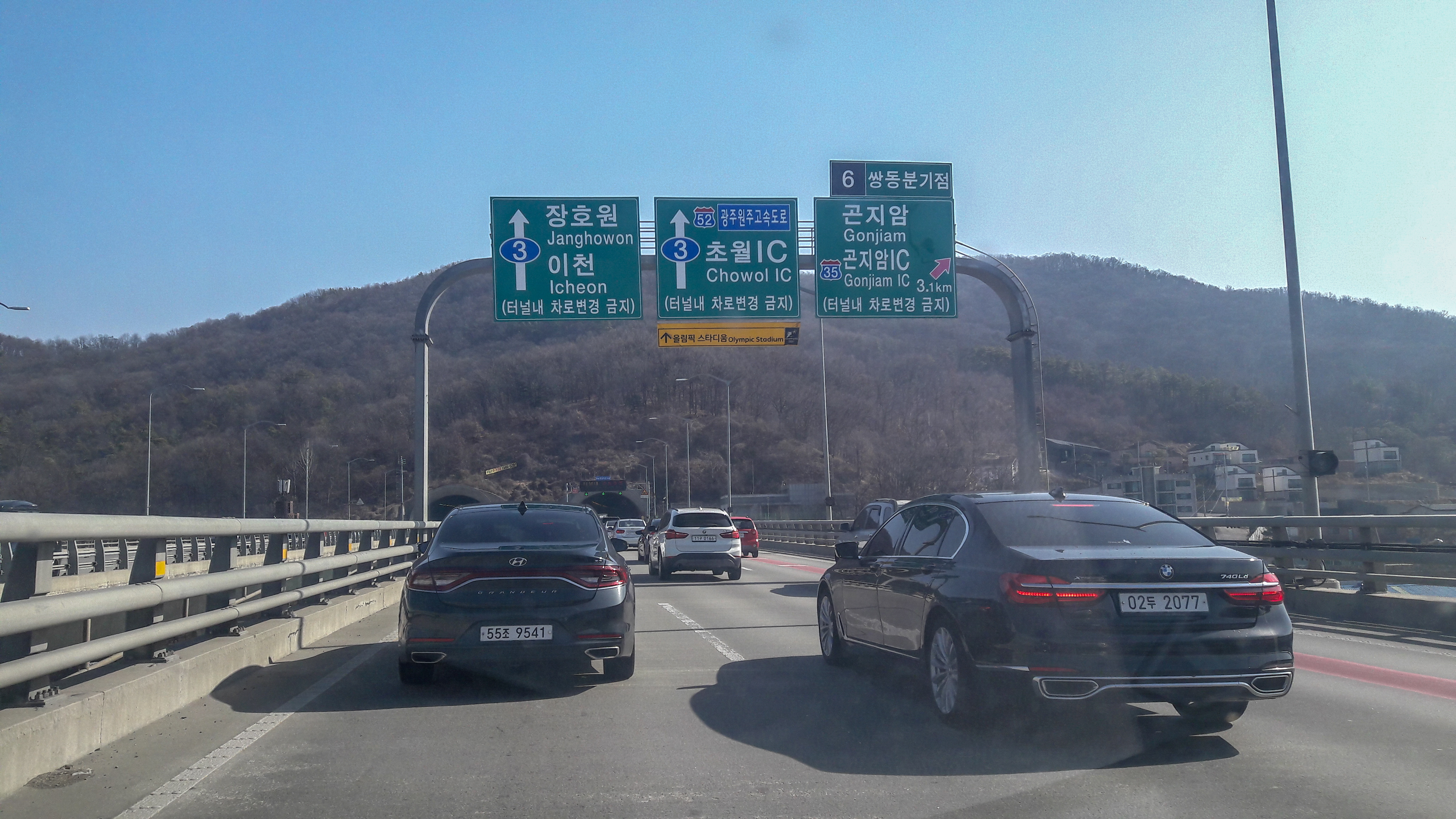
쌍동 분기점 3.1km 표지판(장호원 방면)
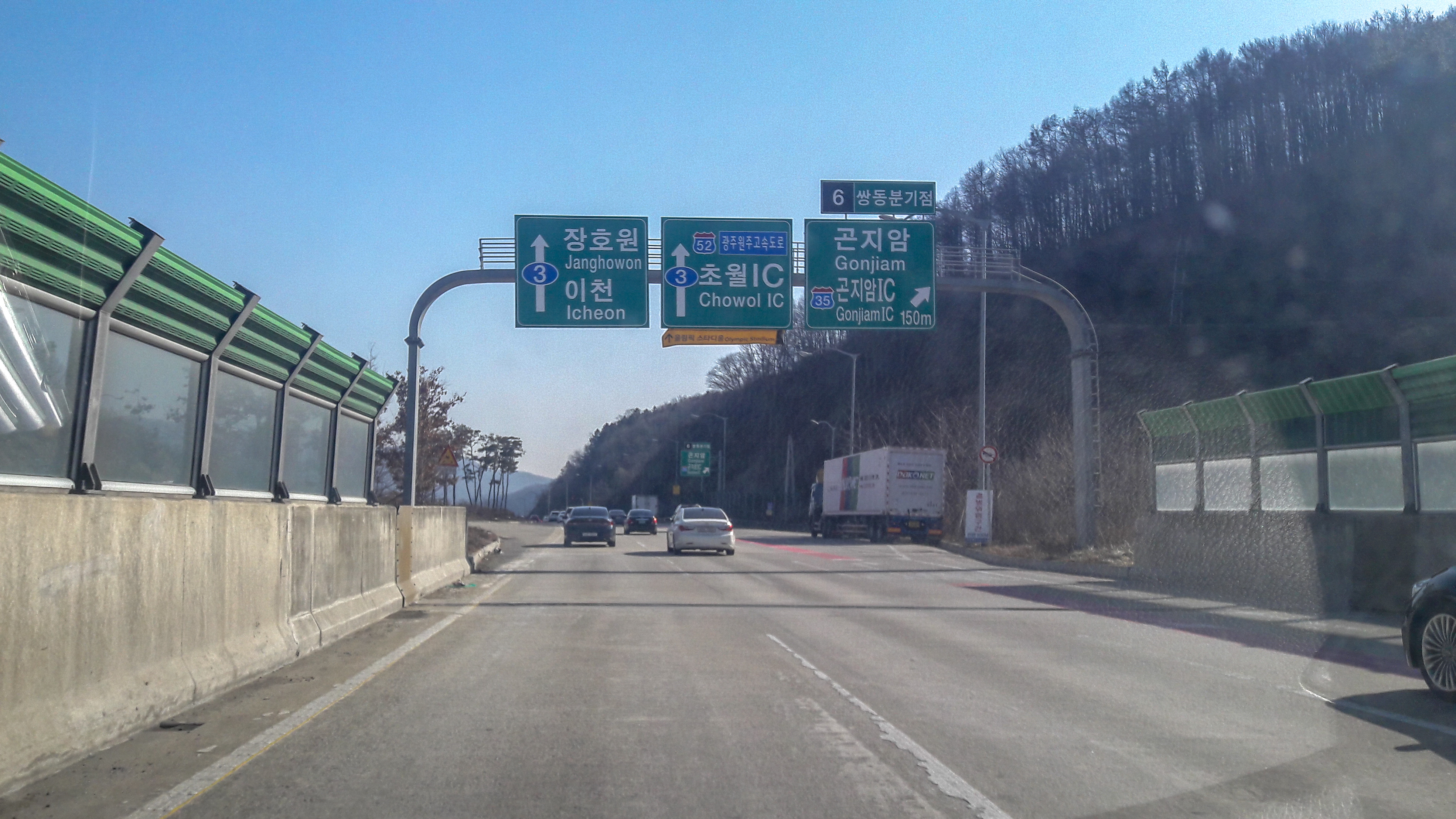
쌍동 분기점 150m 표지판(장호원 방면)
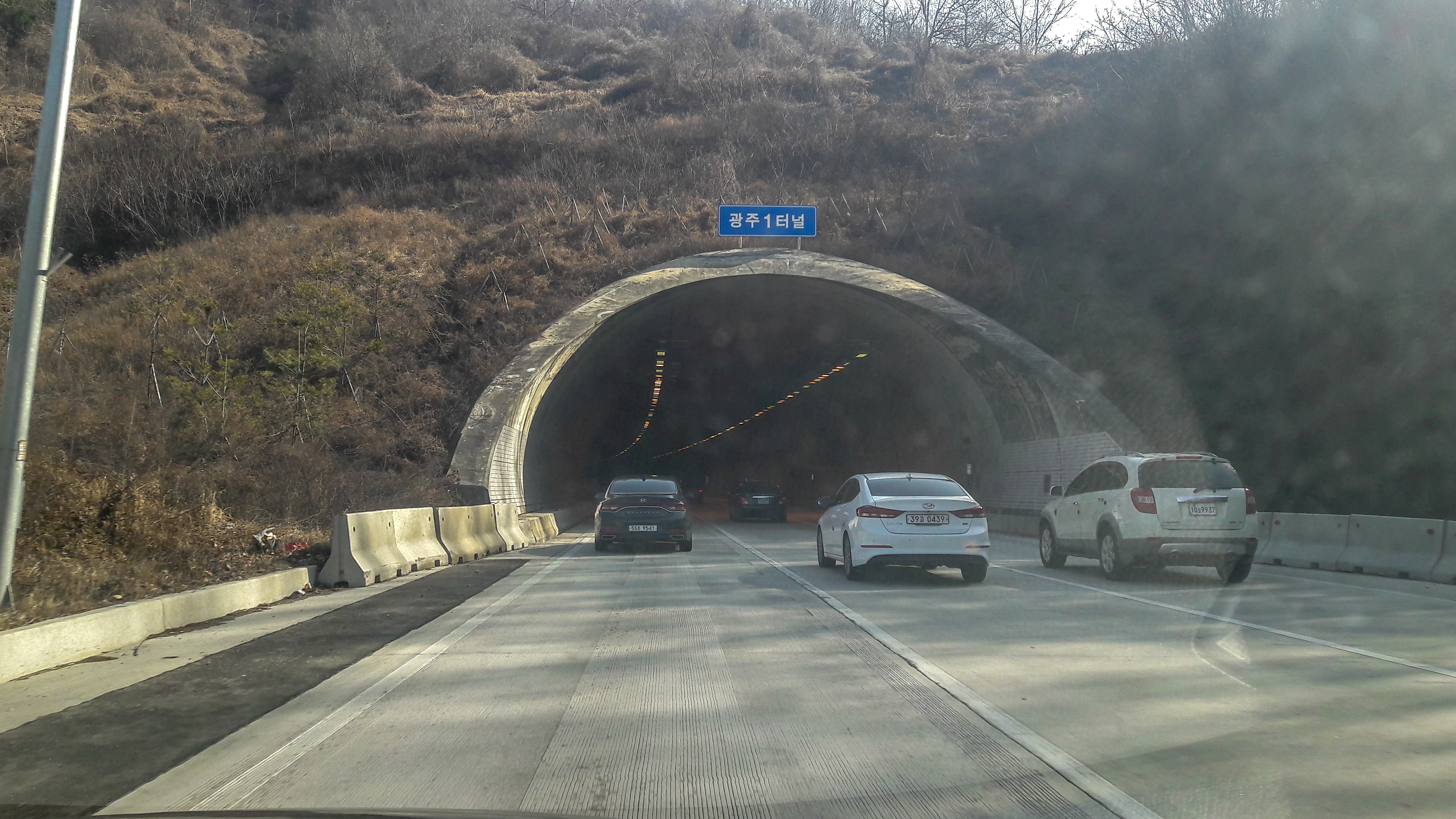
광주1터널 입구(장호원 방면)
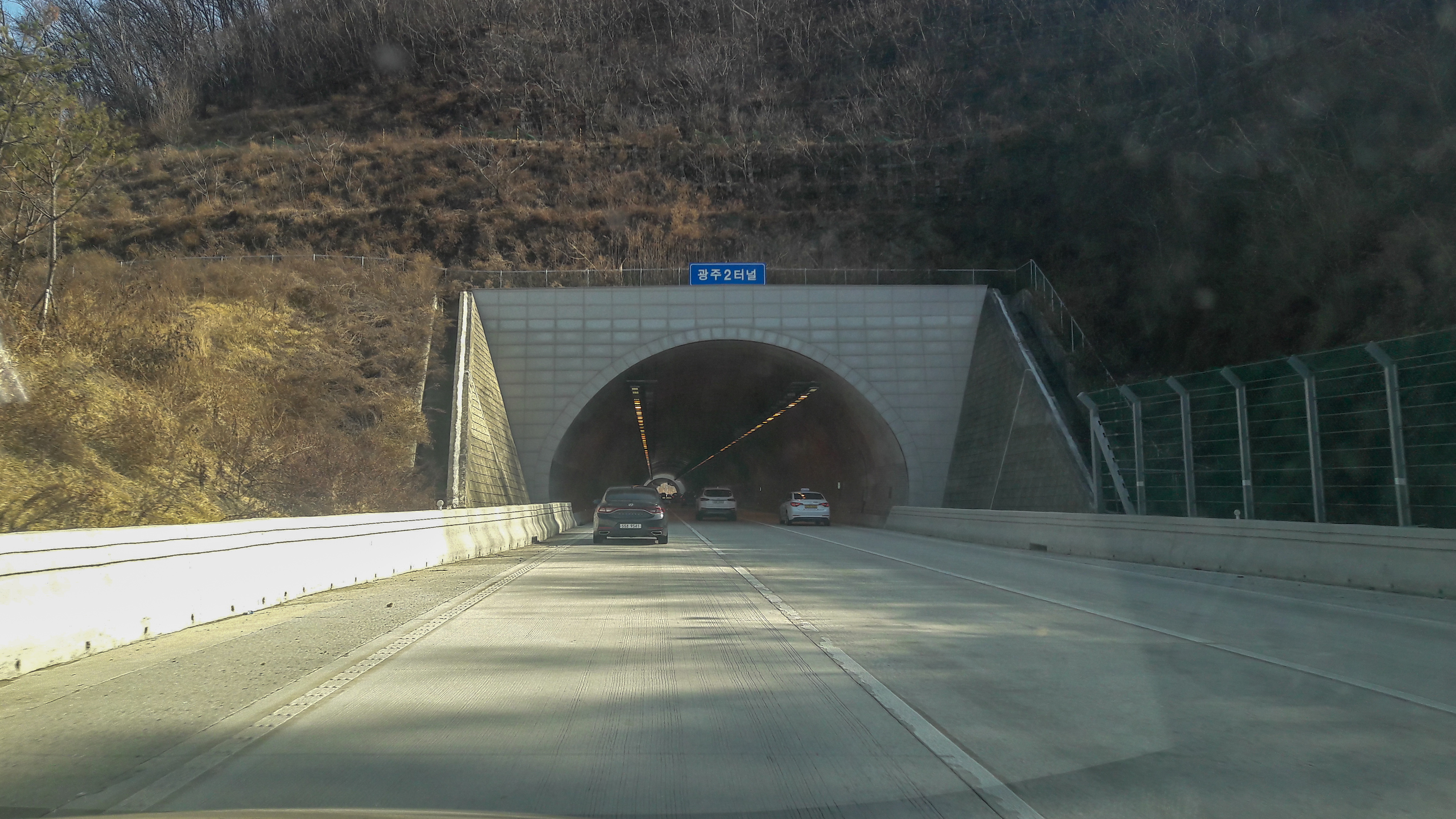
광주2터널 입구(장호원 방면)
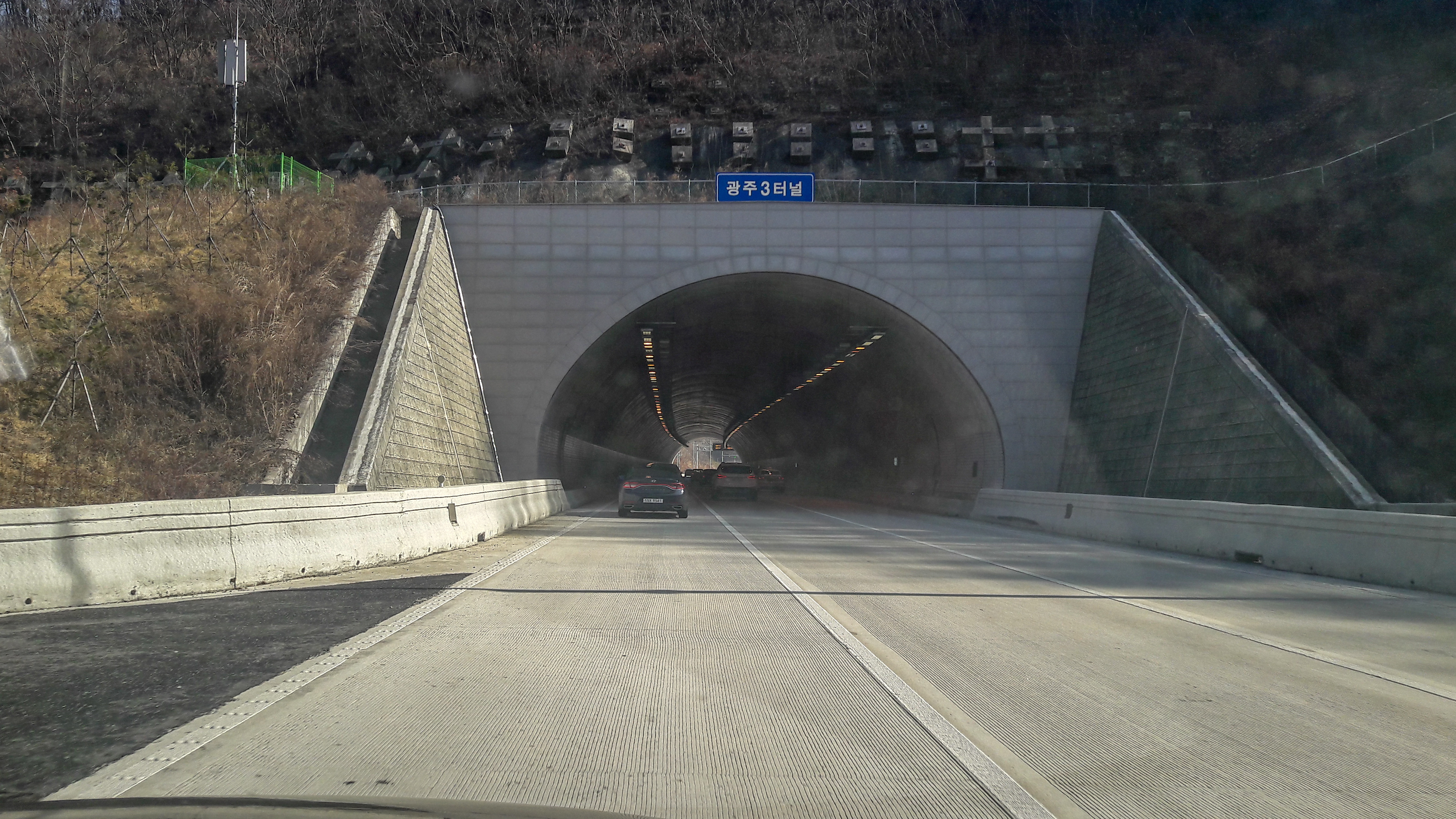
광주3터널 입구(장호원 방면)
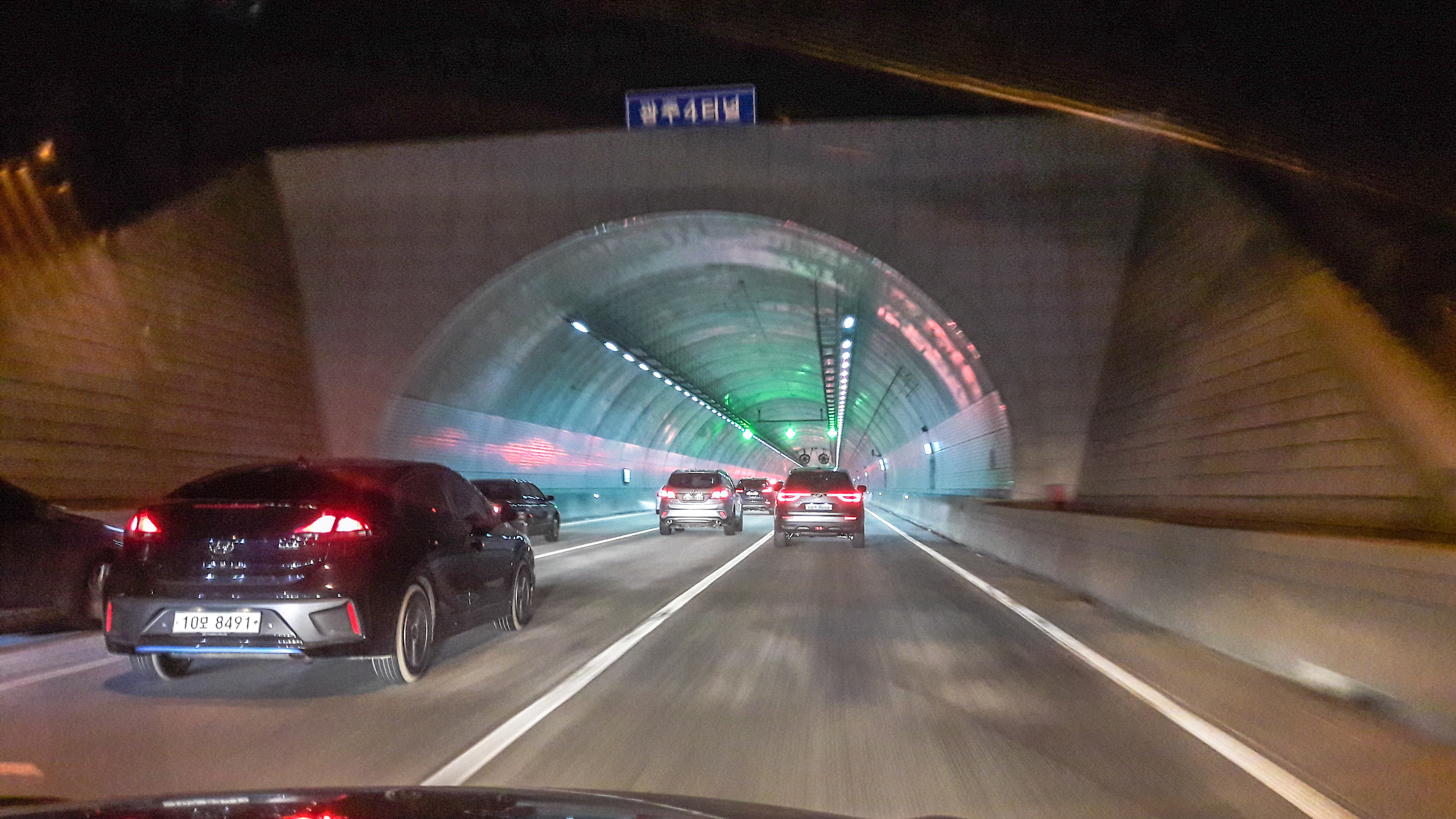
광주4터널 입구(서울 방면)
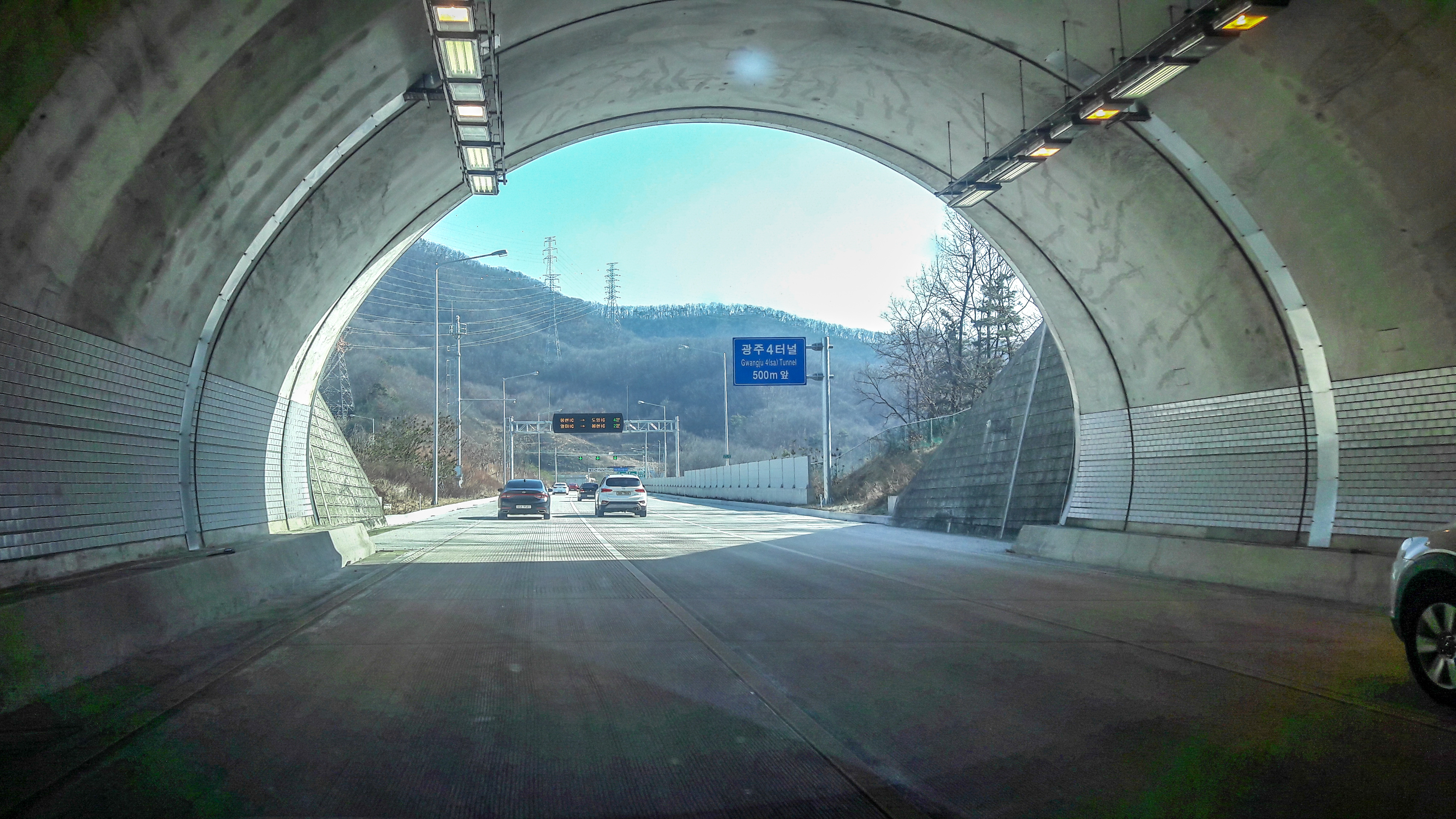
광주4터널 500m 표지판(장호원 방면)
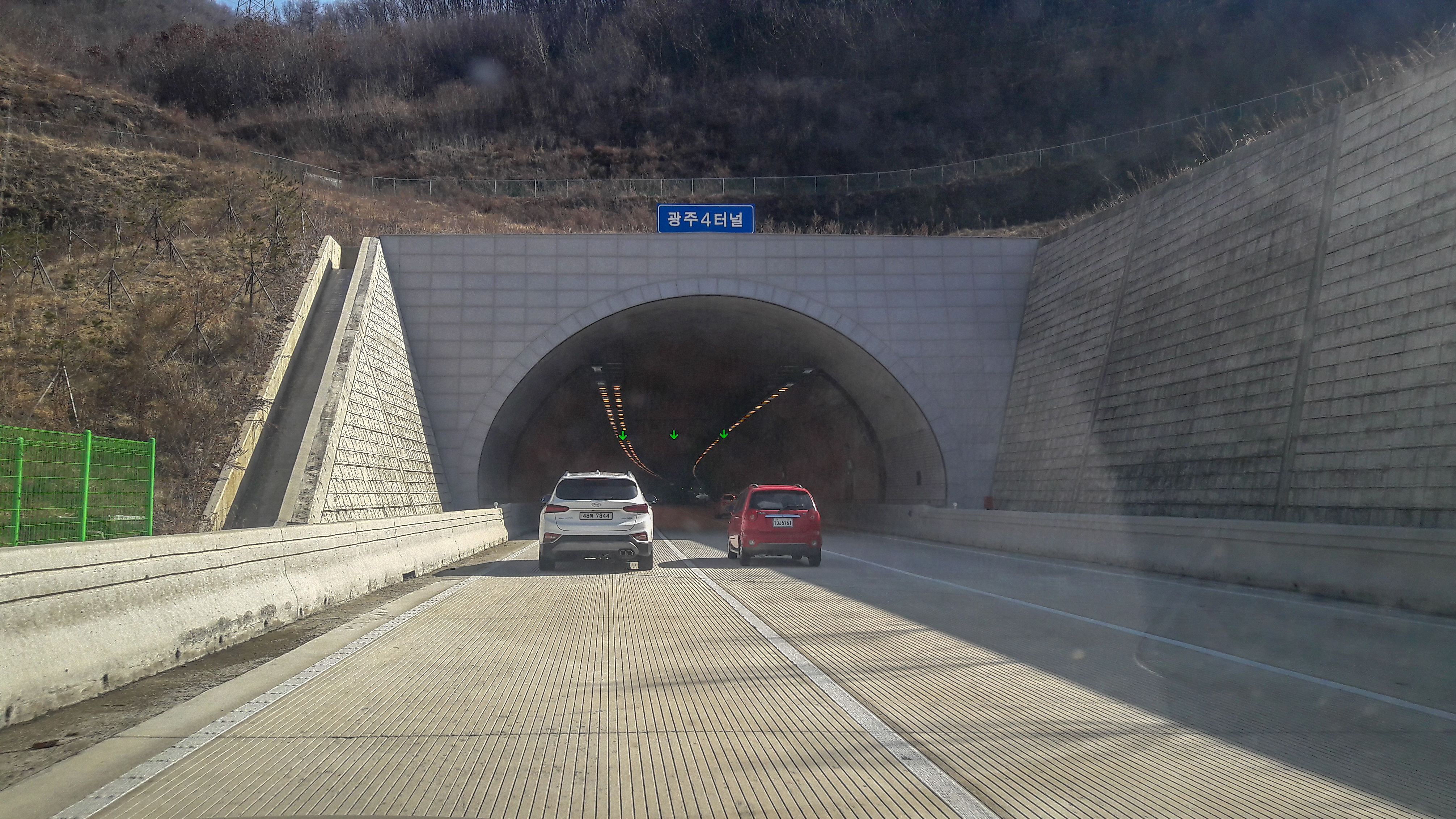
광주4터널 입구(장호원 방면)
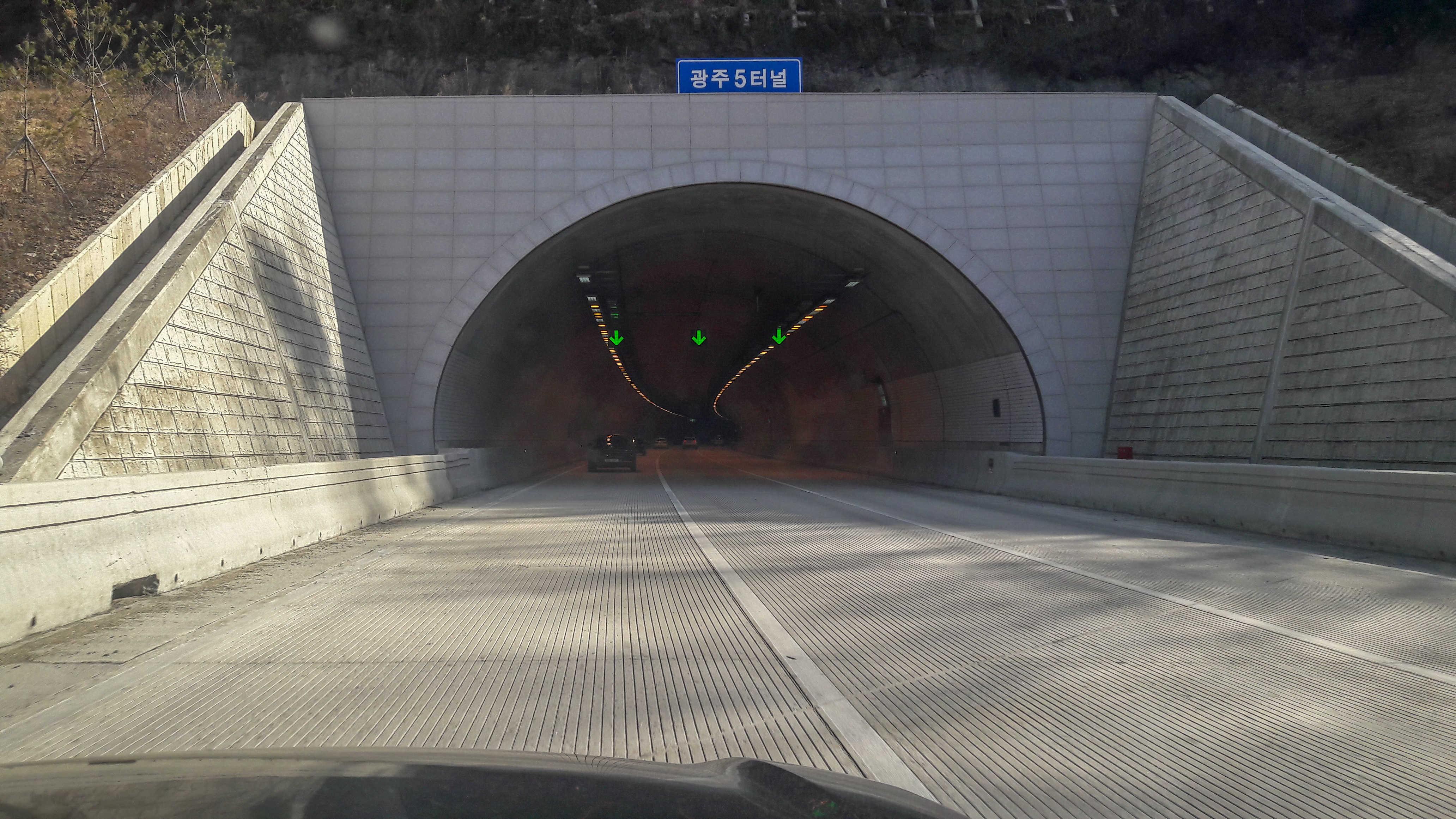
광주5터널 입구(장호원 방면)
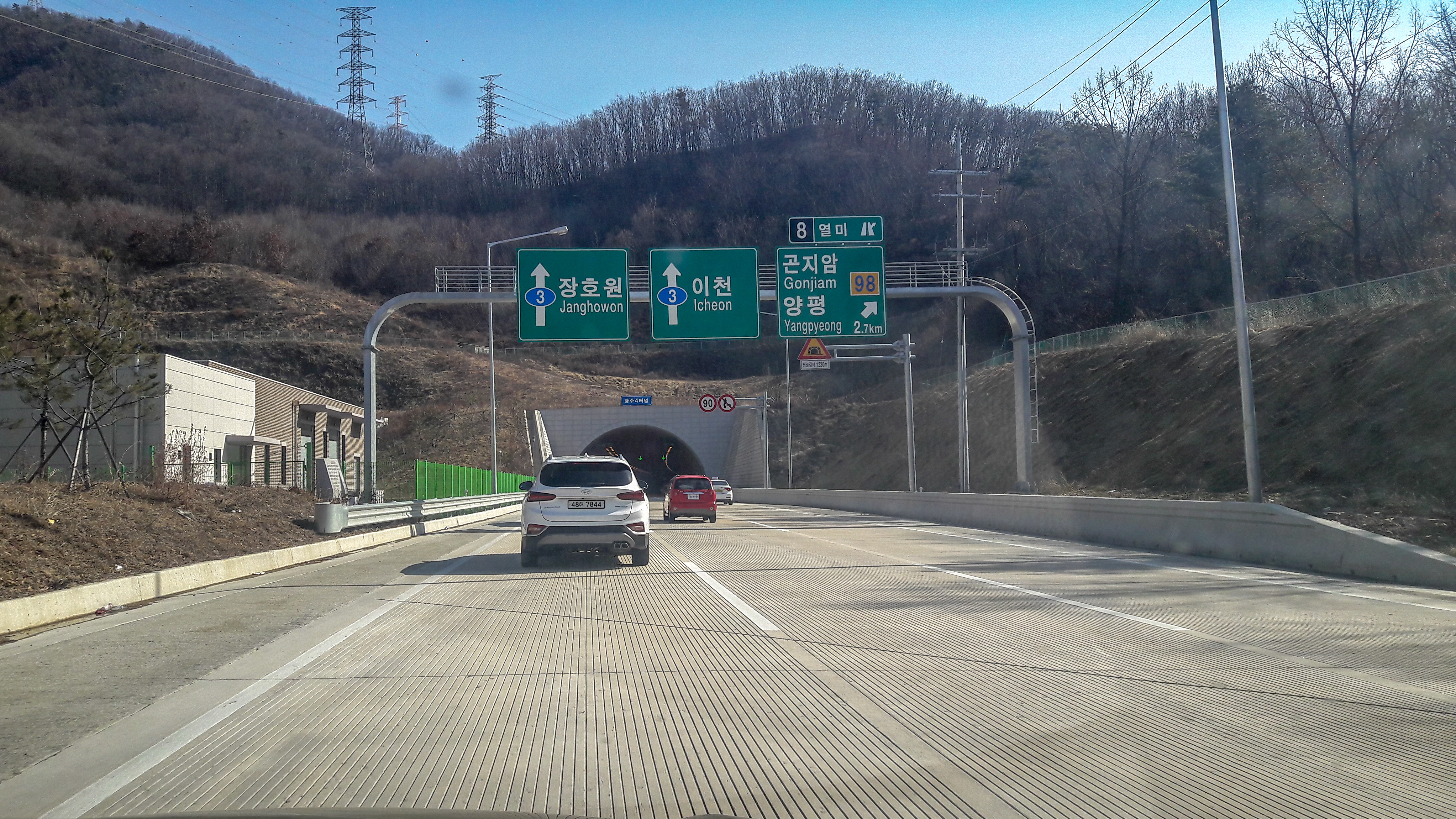
열미 나들목 2.7km 표지판(장호원 방면)
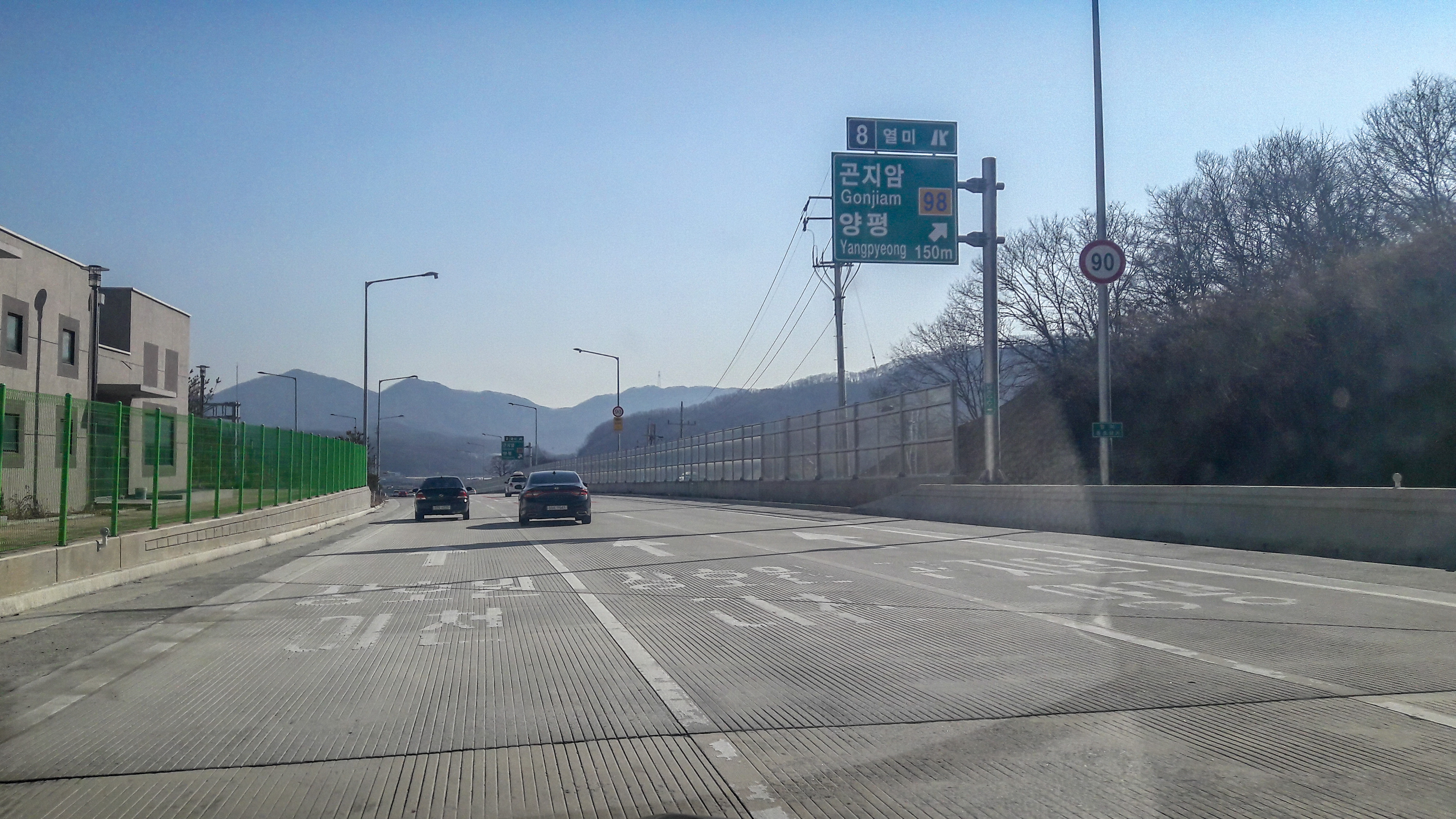
열미 나들목 150m 표지판(장호원 방면)
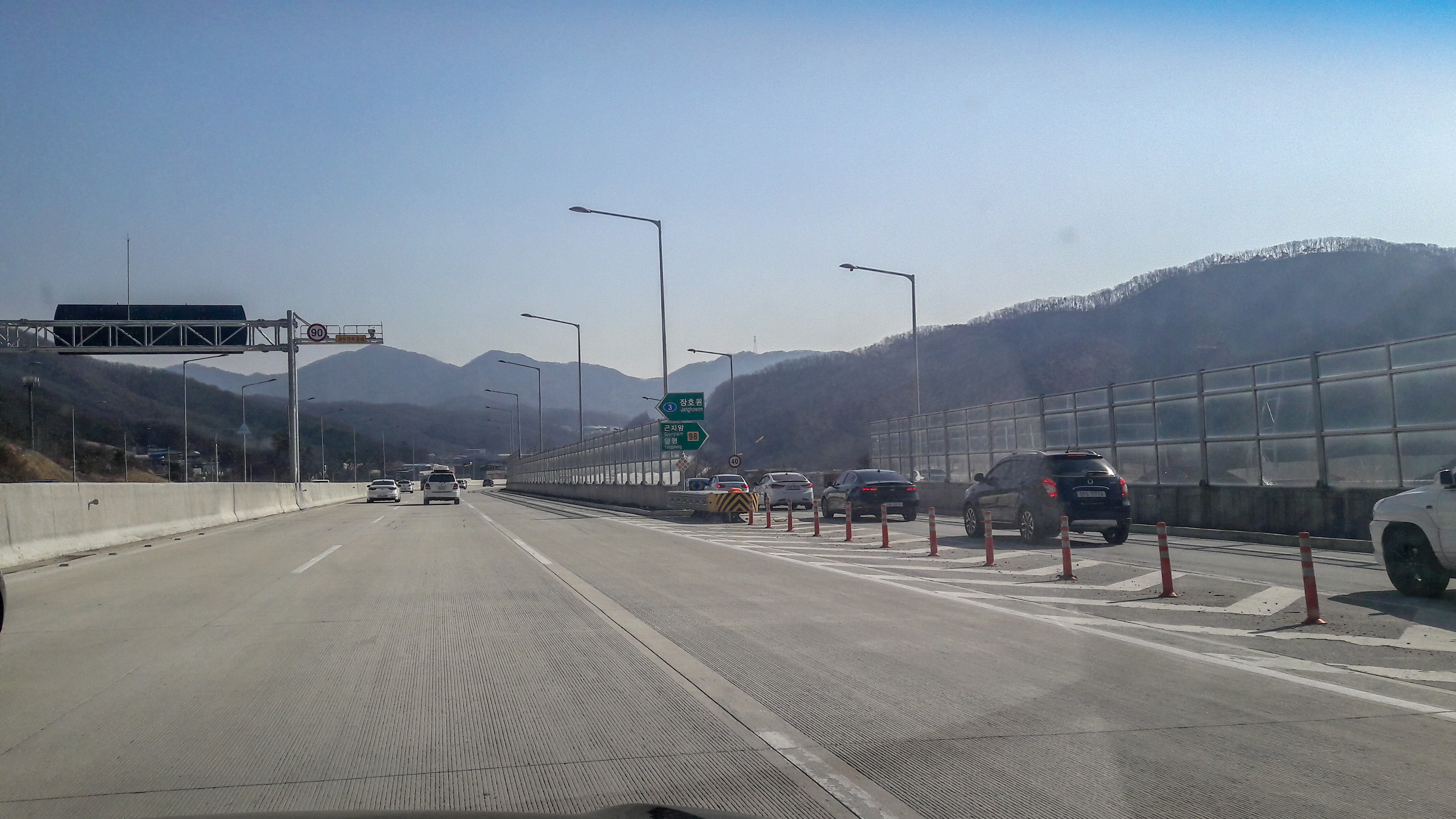
열미 나들목 출구(장호원 방면)
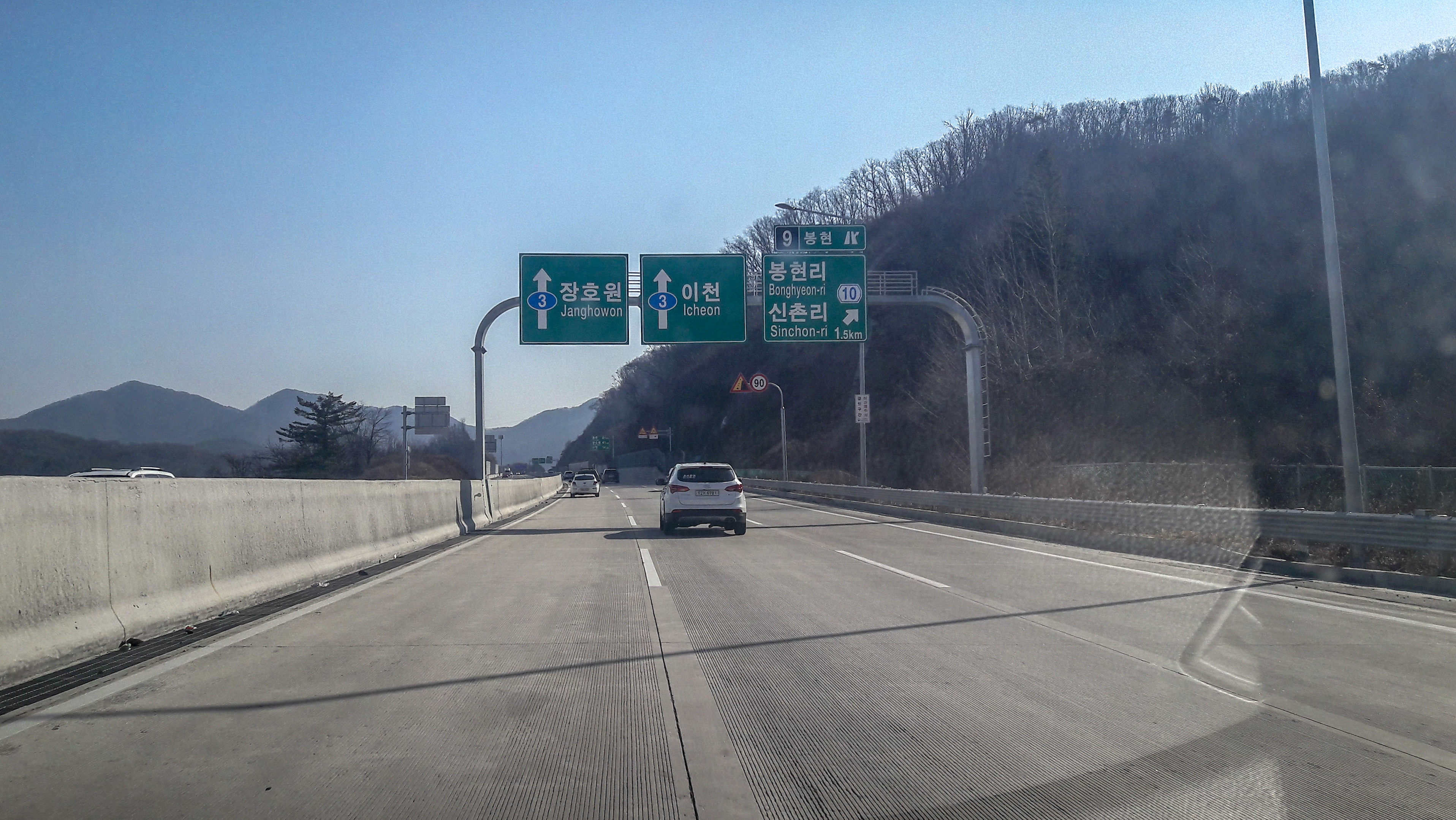
봉현 나들목 1.5km 표지판(장호원 방면)
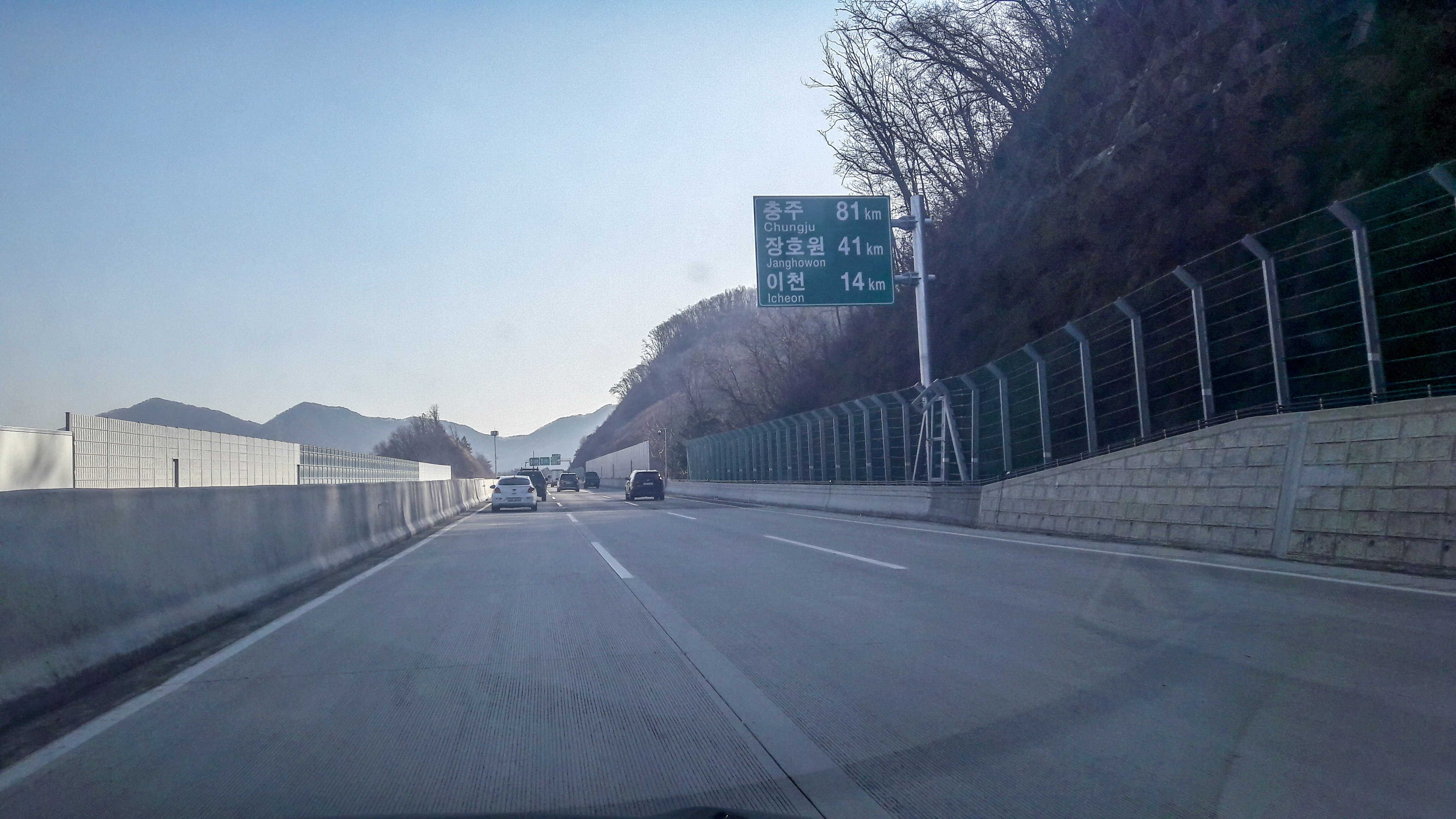
봉현 나들목 1.3km 지점 거리표지판(장호원 방면)
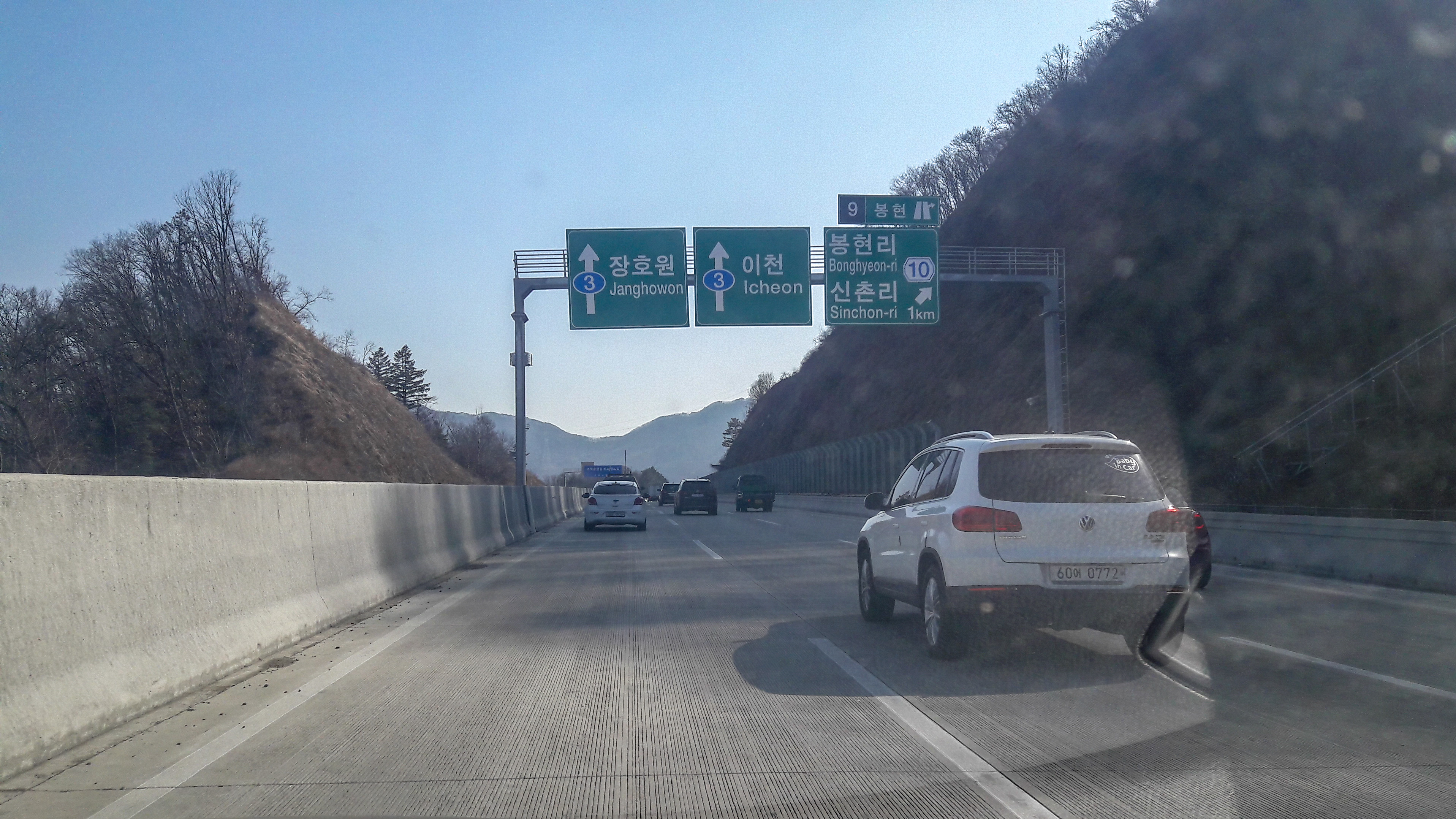
봉현 나들목 1km 표지판(장호원 방면)
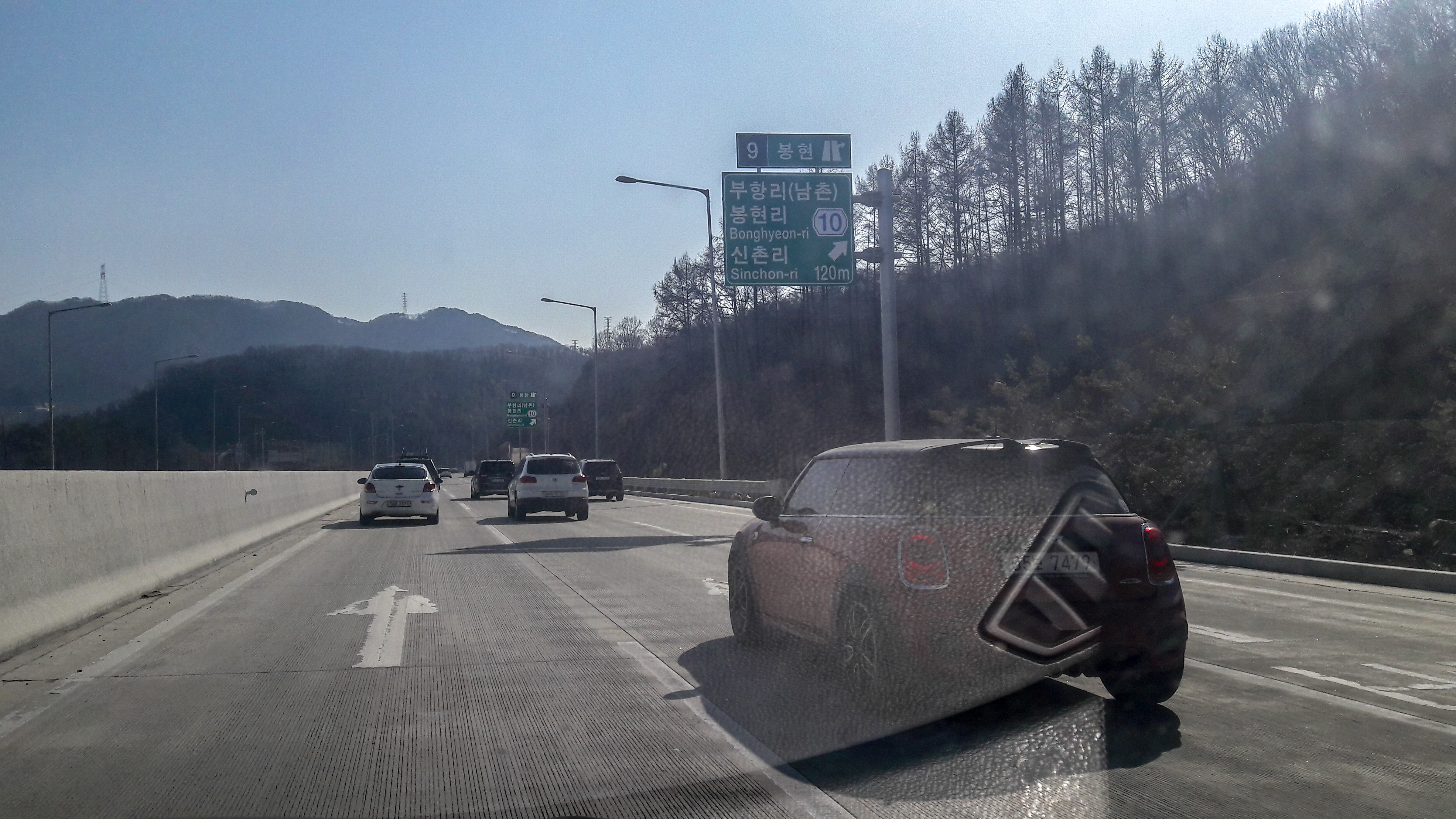
봉현 나들목 120m 표지판(장호원 방면)
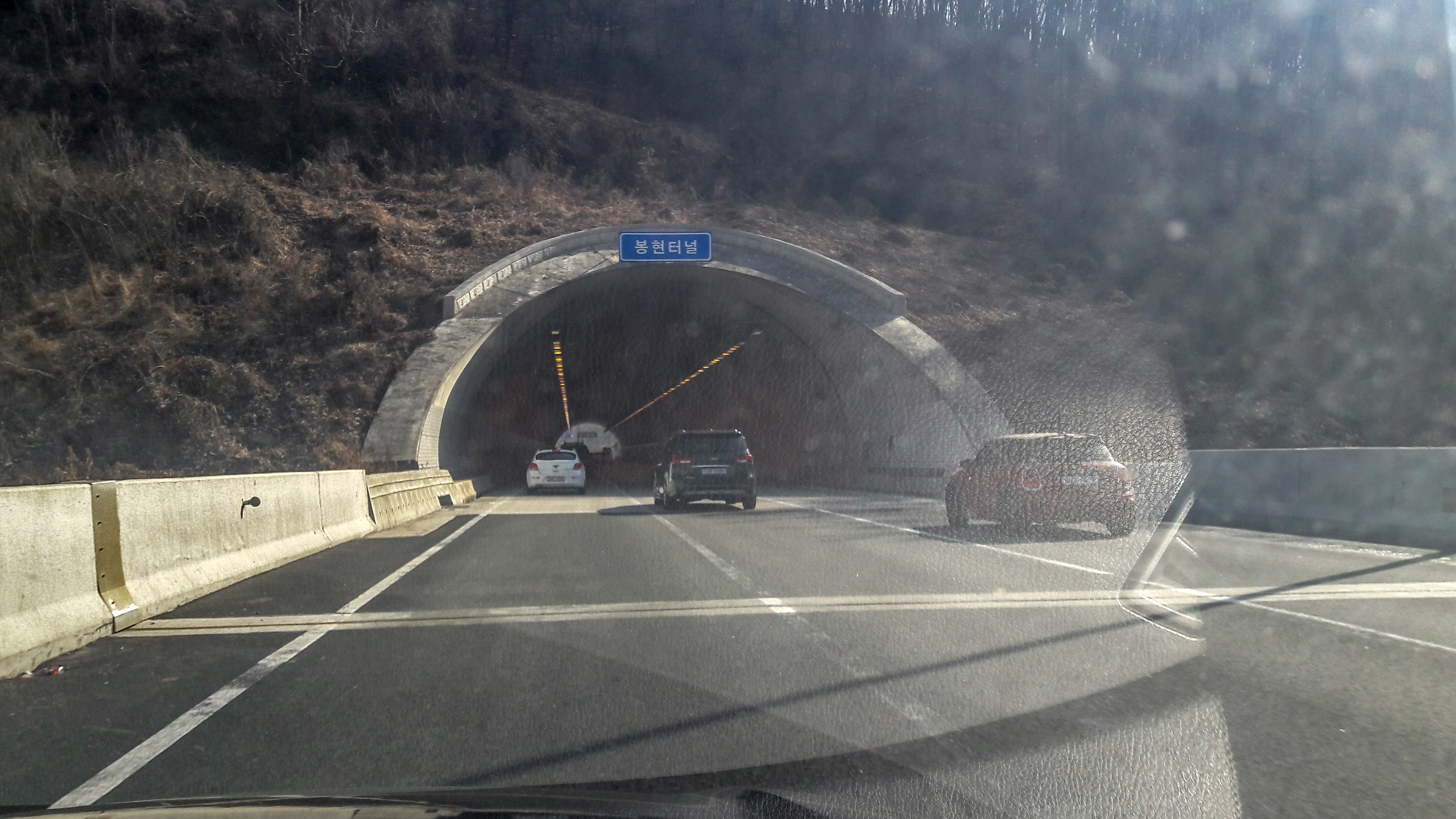
봉현터널 입구(장호원 방면)
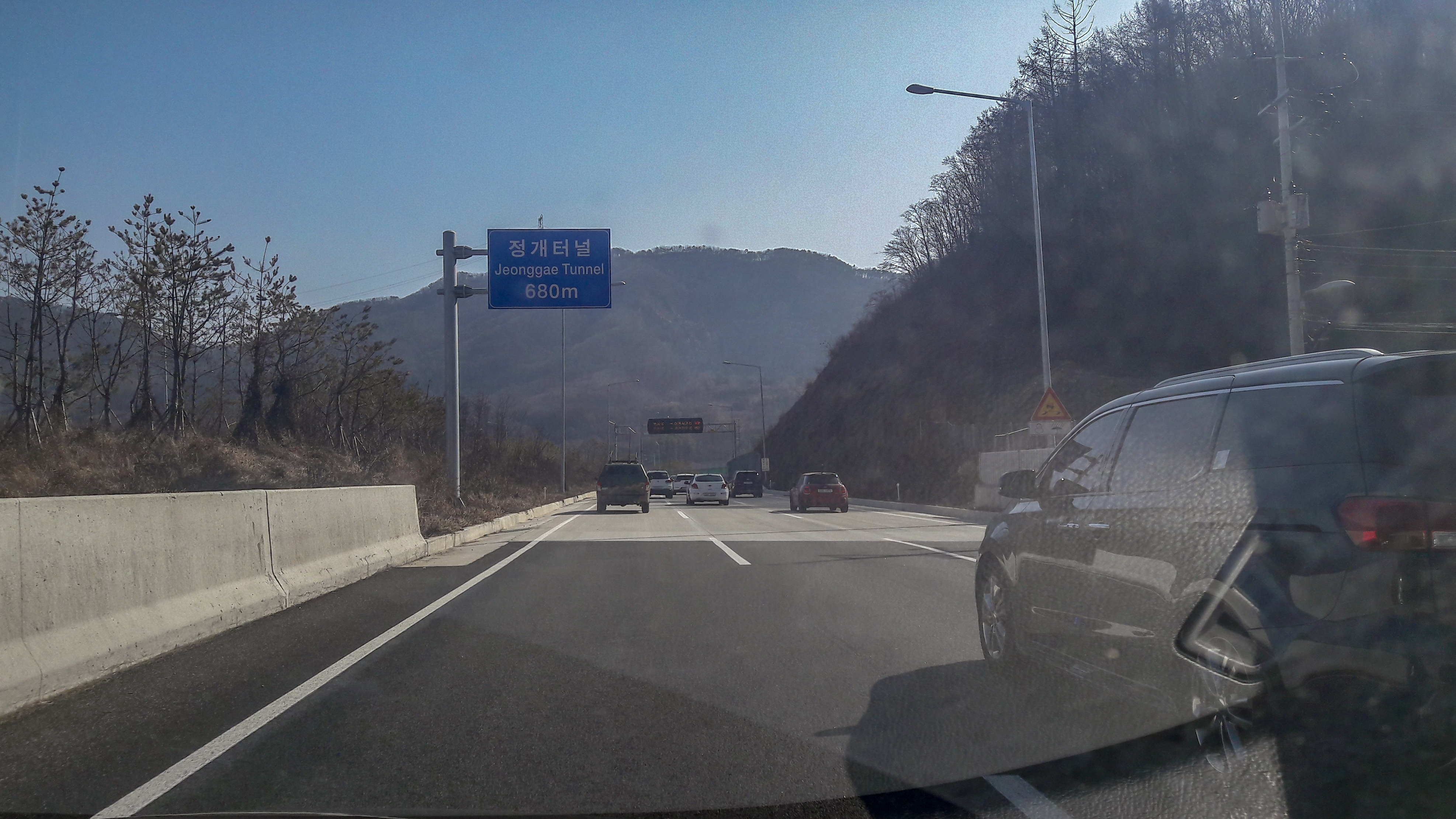
정개터널 680m 입구(장호원 방면)
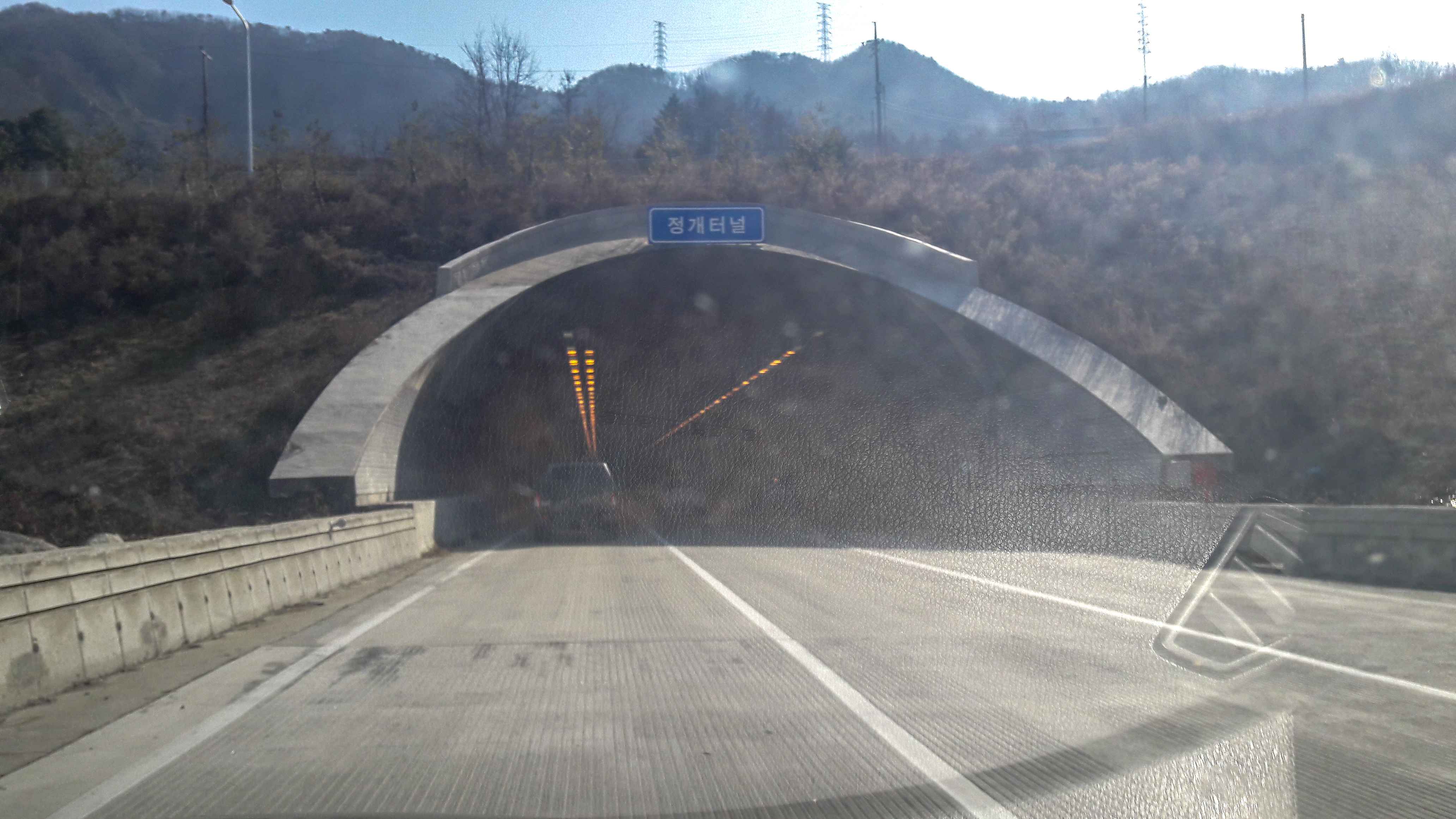
정개터널 입구(장호원 방면)
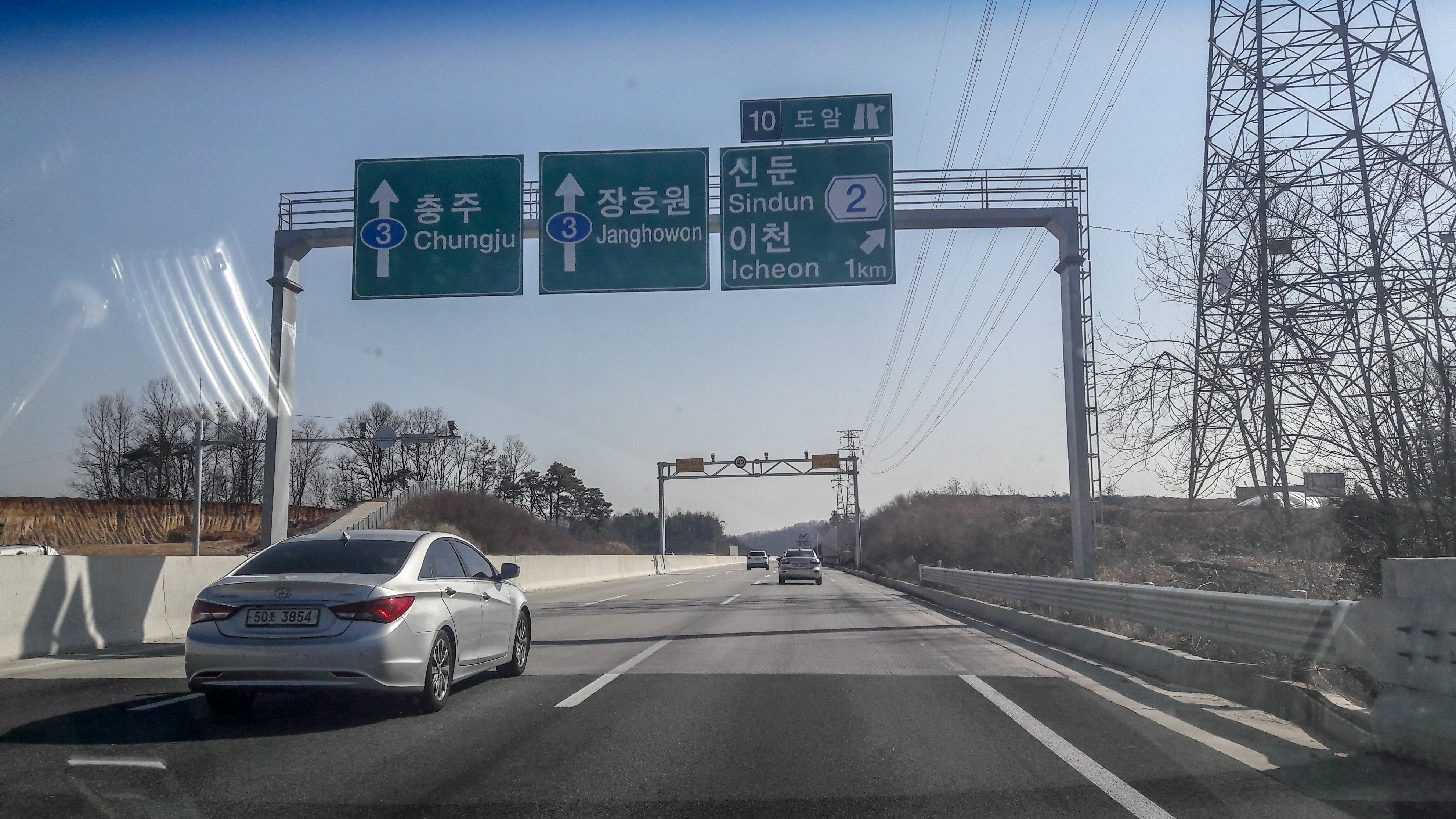
도암 나들목 1km 표지판(장호원 방면)
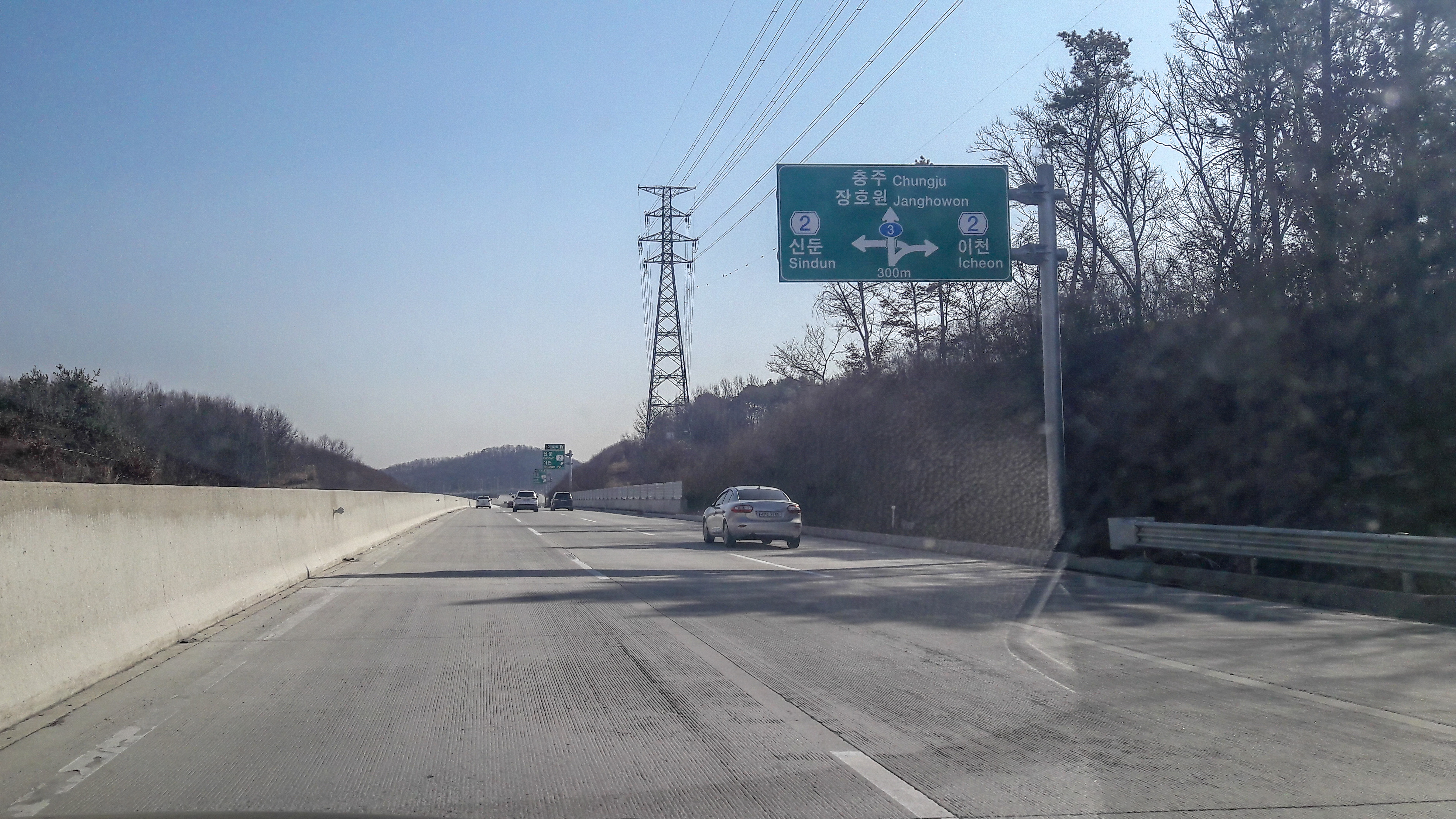
도암 나들목 300m 표지판(장호원 방면)
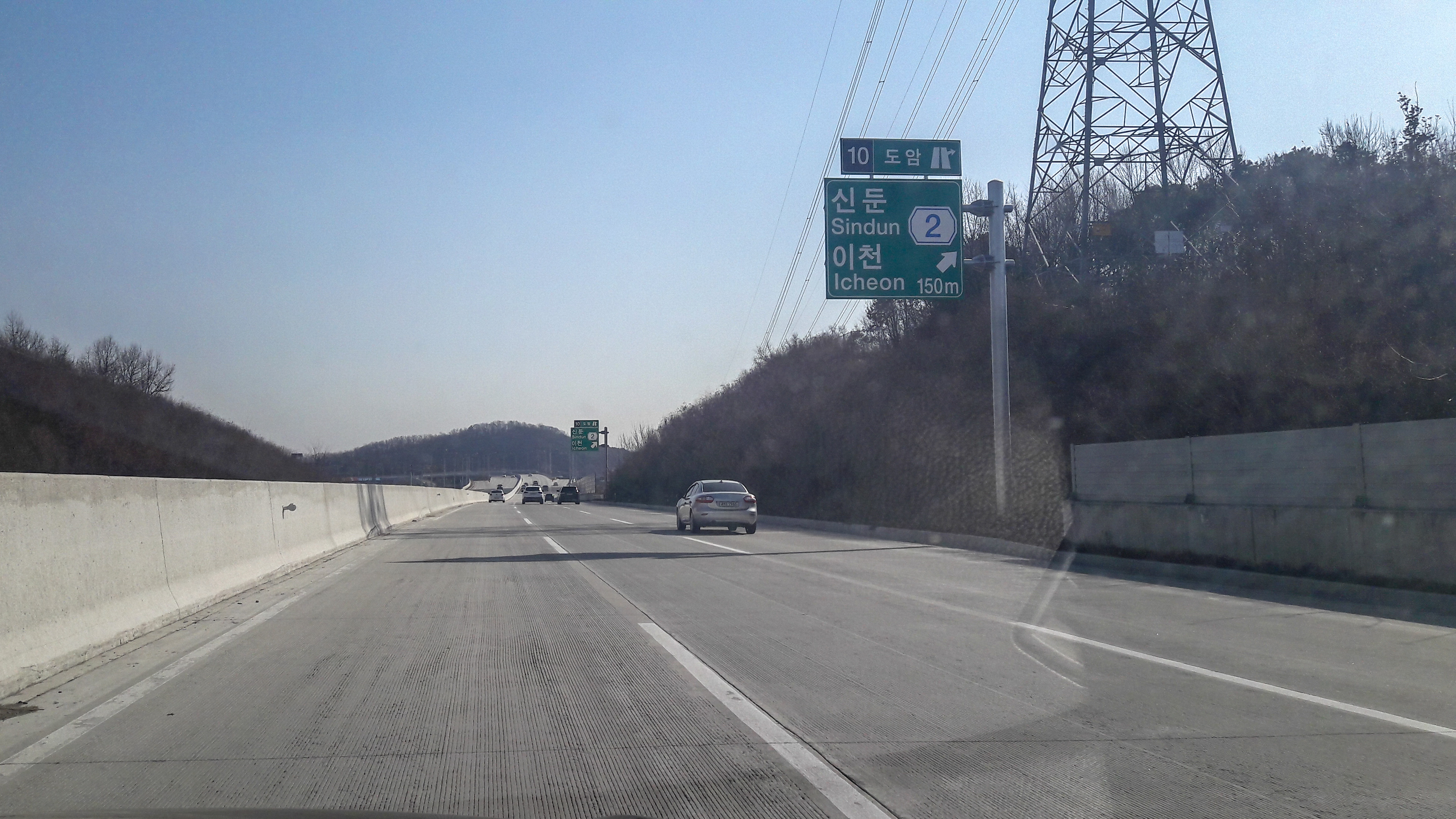
도암 나들목 150m 표지판(장호원 방면)
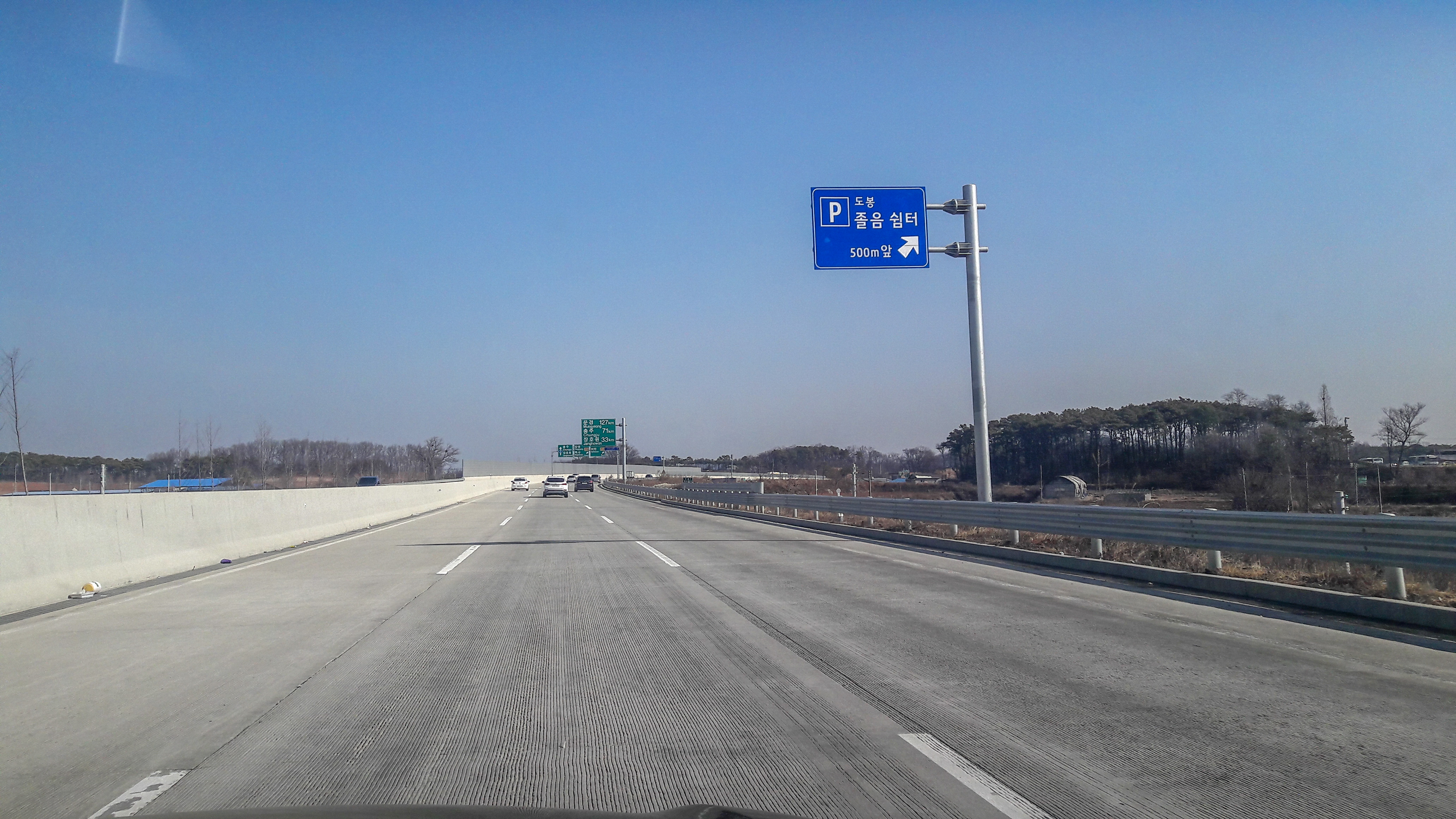
백사 나들목 1.2km 지점 도봉졸음쉼터 500m 표지판(장호원 방면)
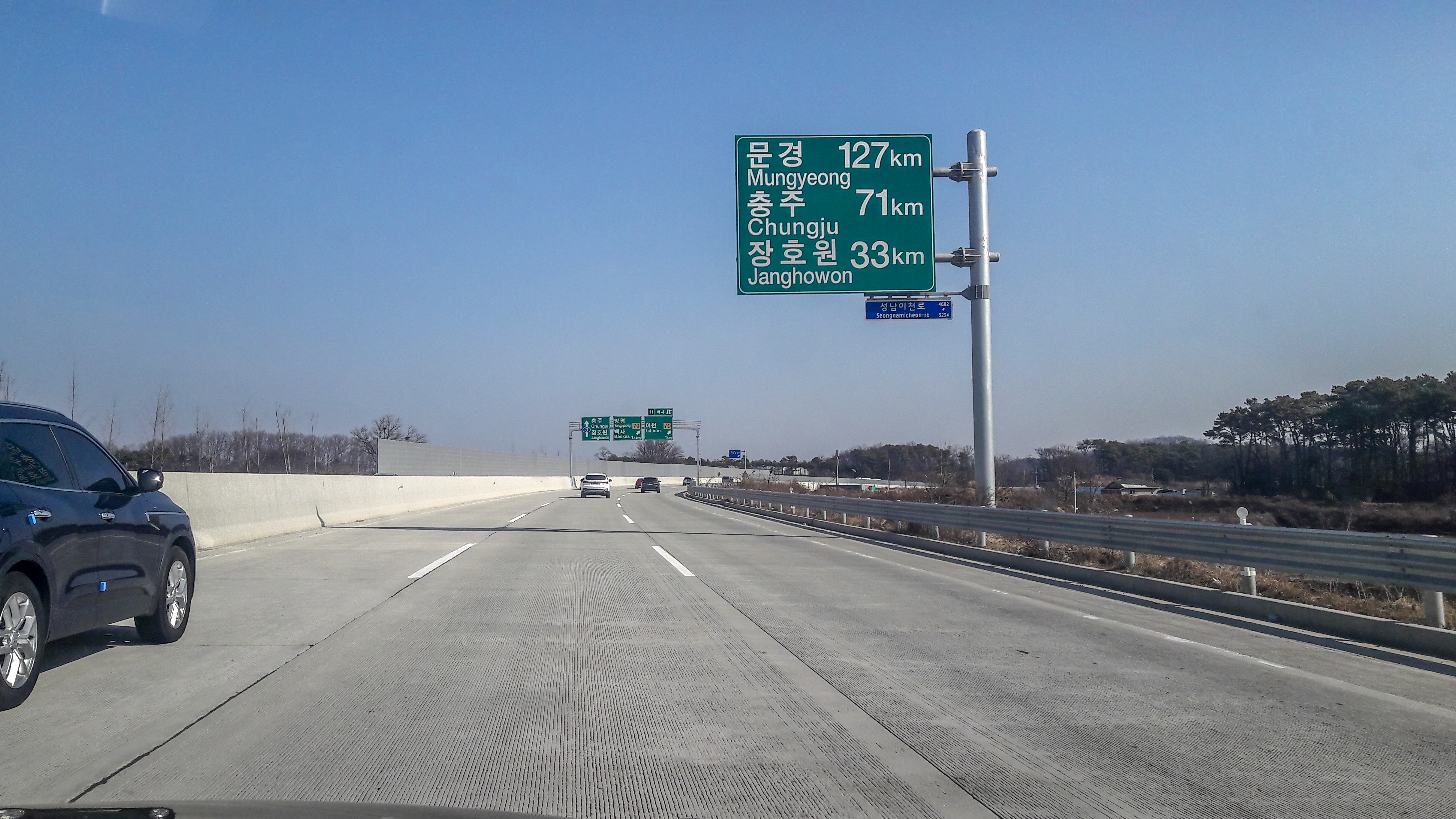
백사 나들목 1.1km 지점 거리표지판(장호원 방면)
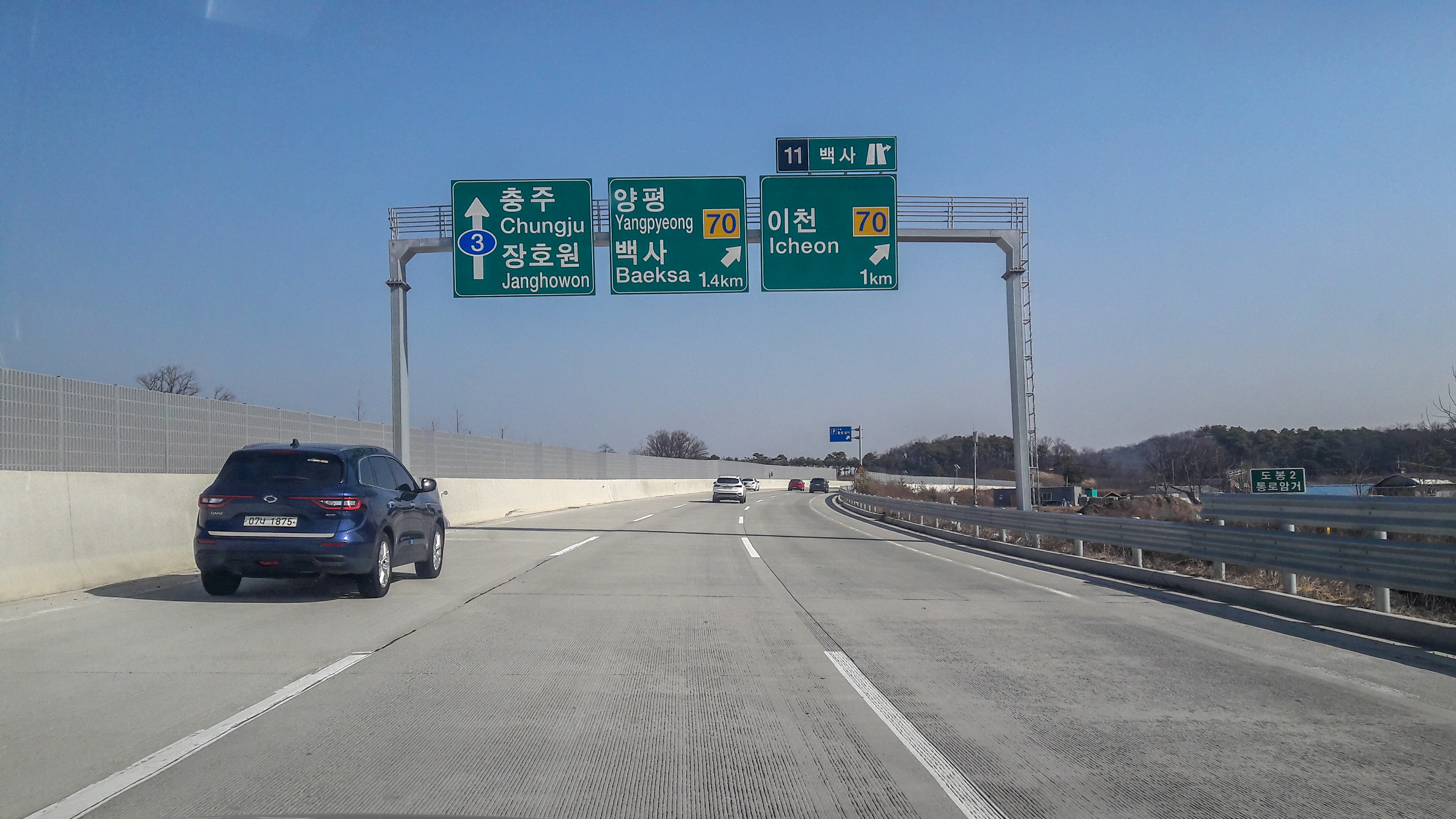
백사 나들목 1km 표지판(장호원 방면)
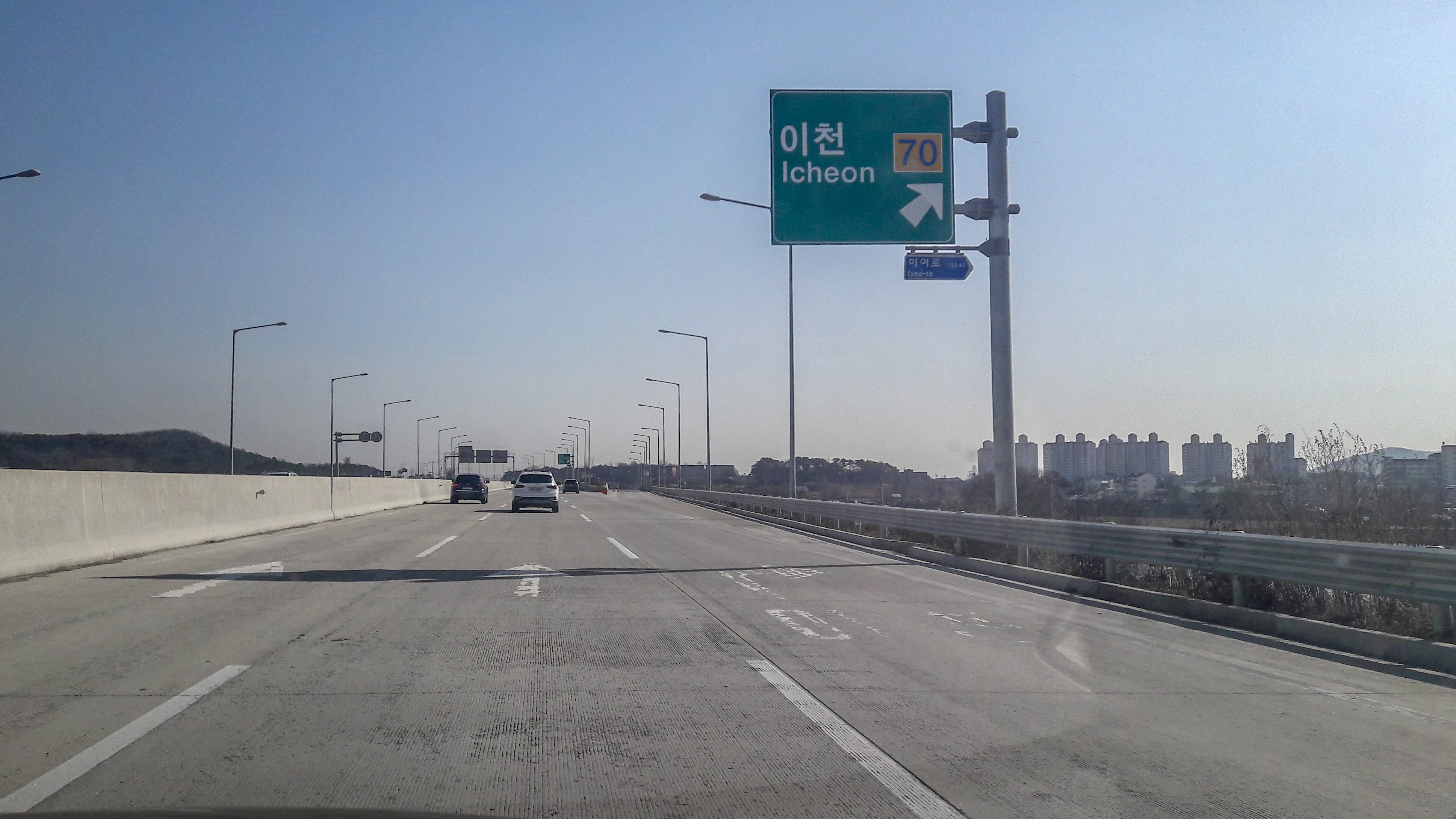
백사 나들목 1지점 분기부 표지판(장호원 방면)
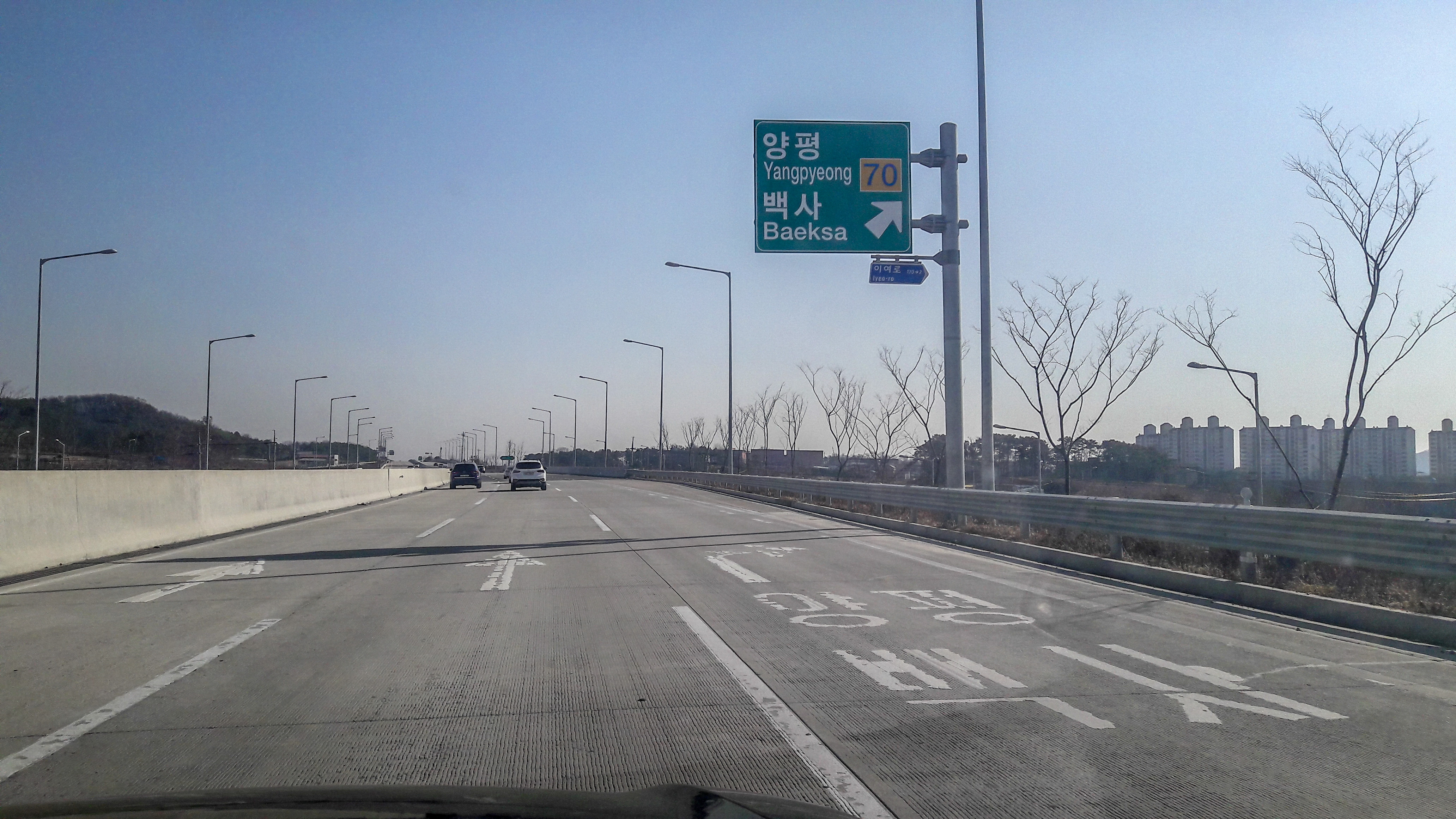
백사 나들목 2지점 분기부 표지판(장호원 방면)
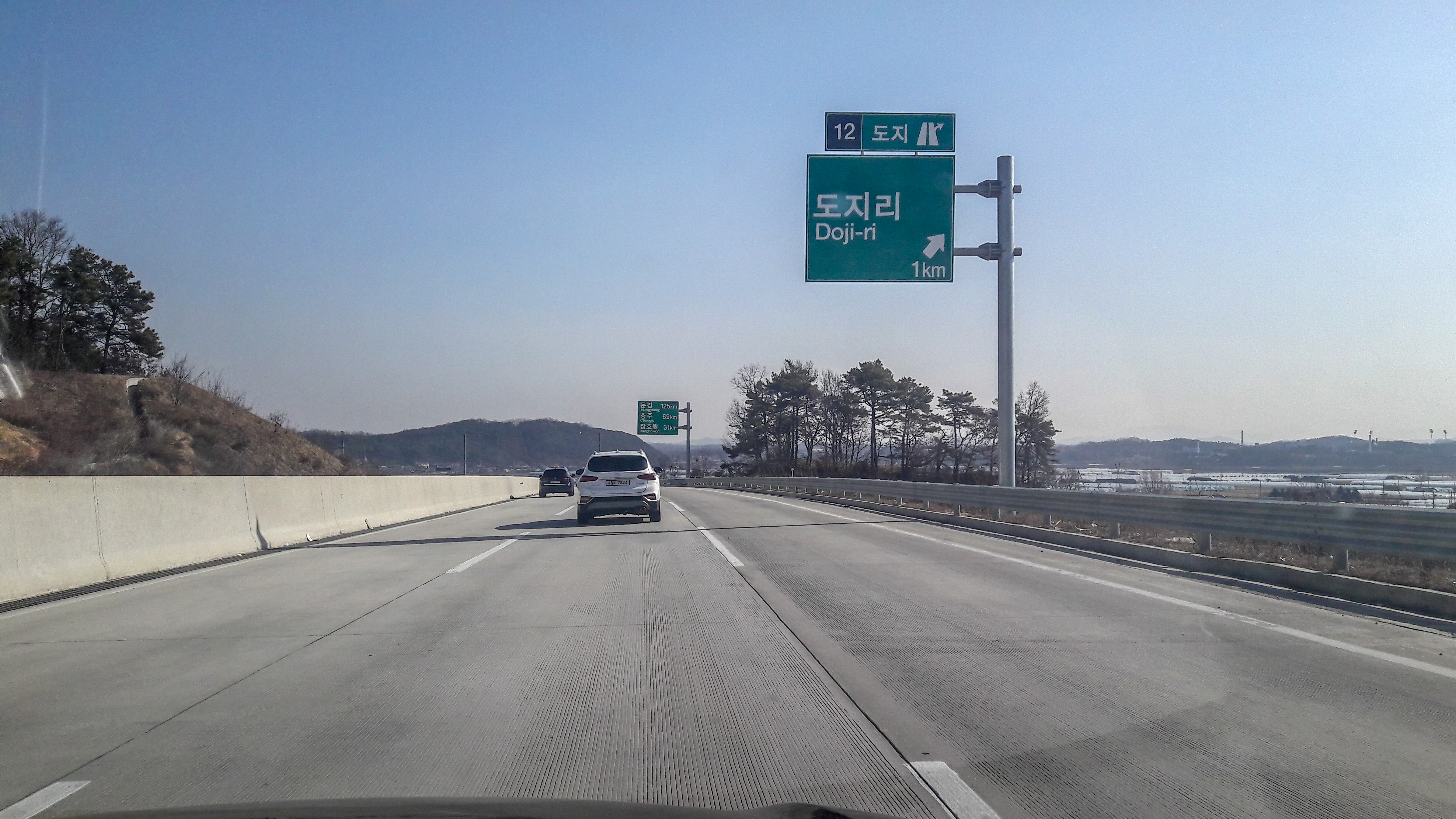
도지 나들목 1km 표지판(장호원 방면)
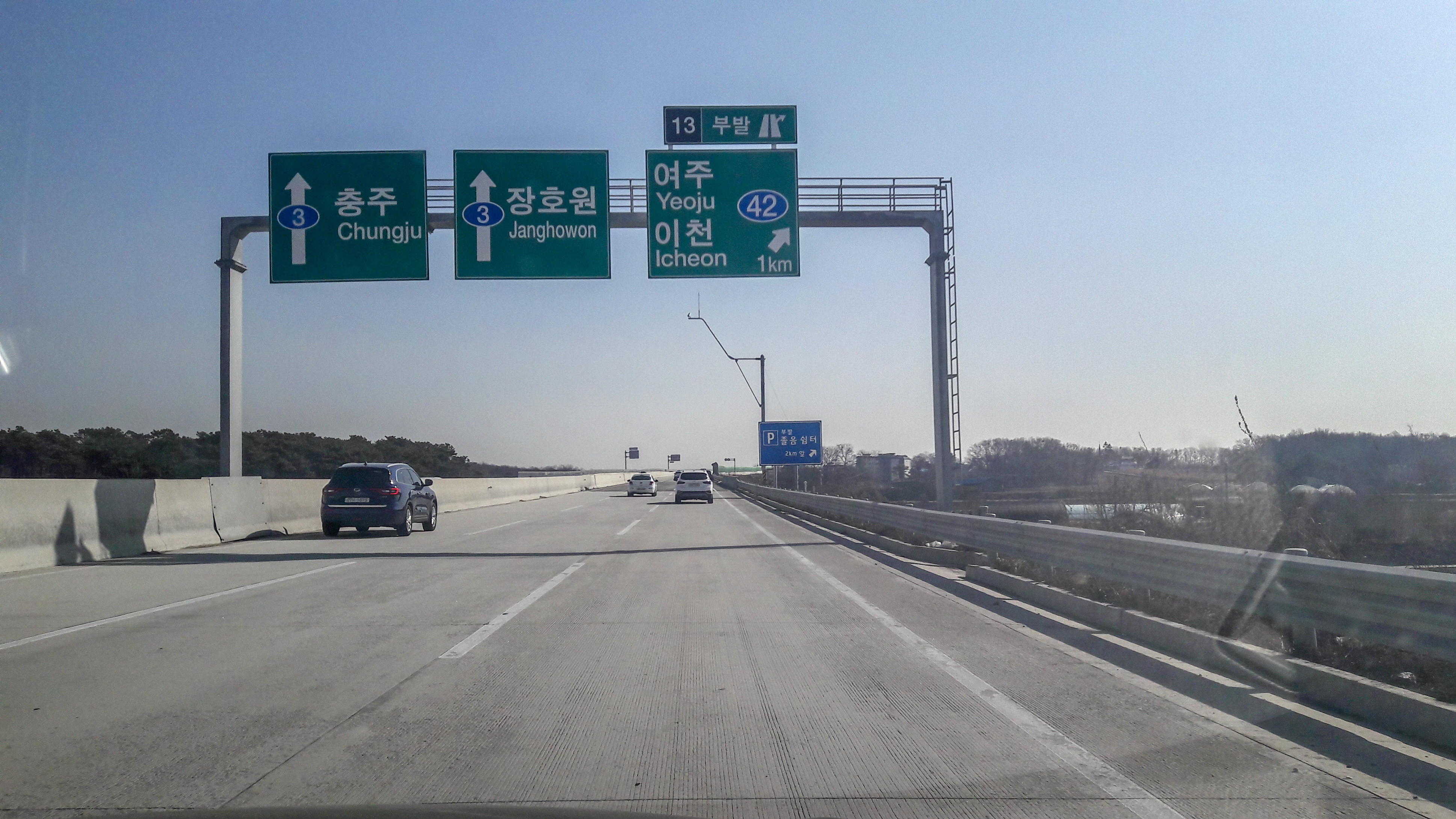
부발 나들목 1km 표지판(장호원 방면)
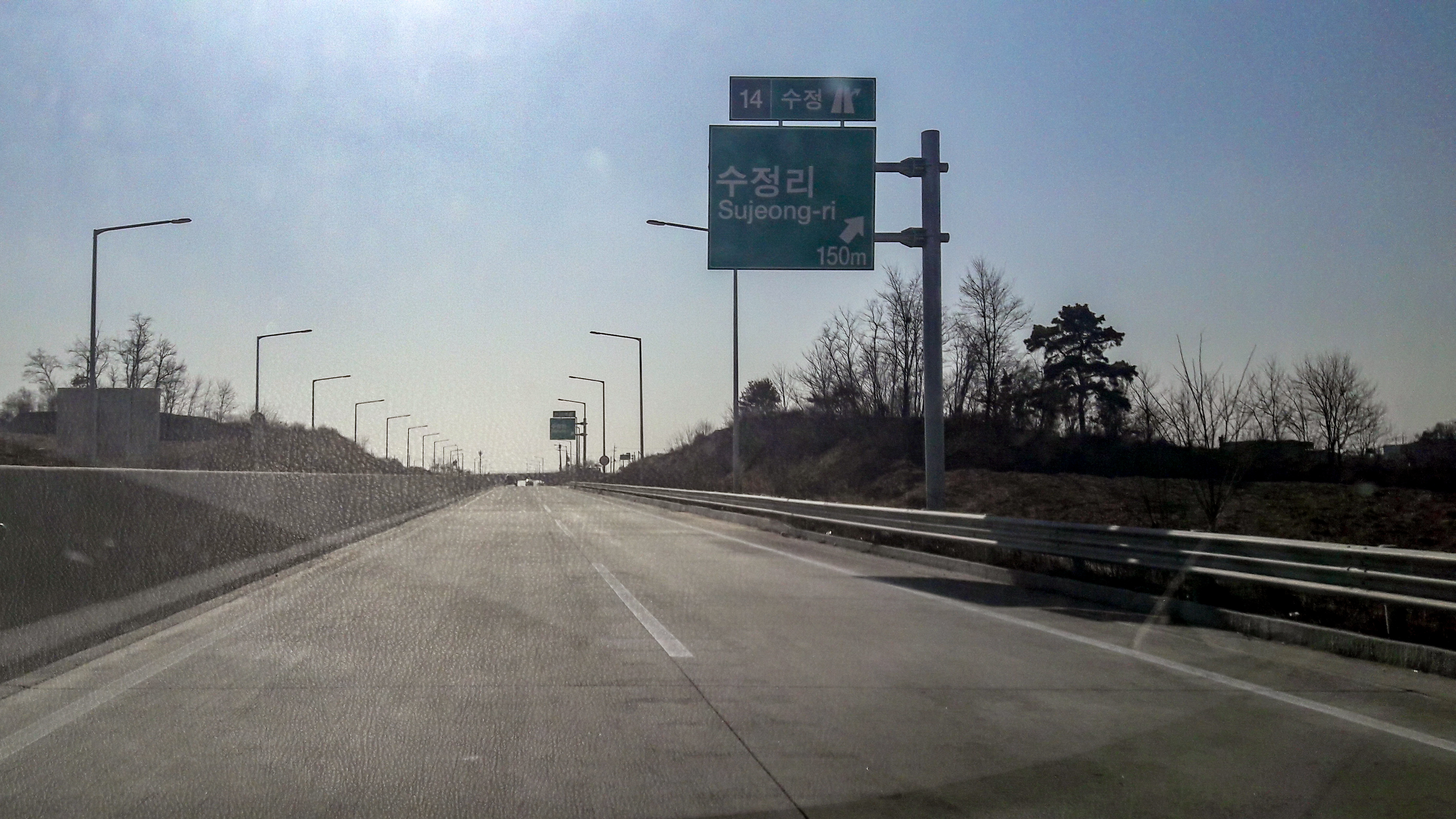
수정 나들목 150m 표지판(장호원 방면)
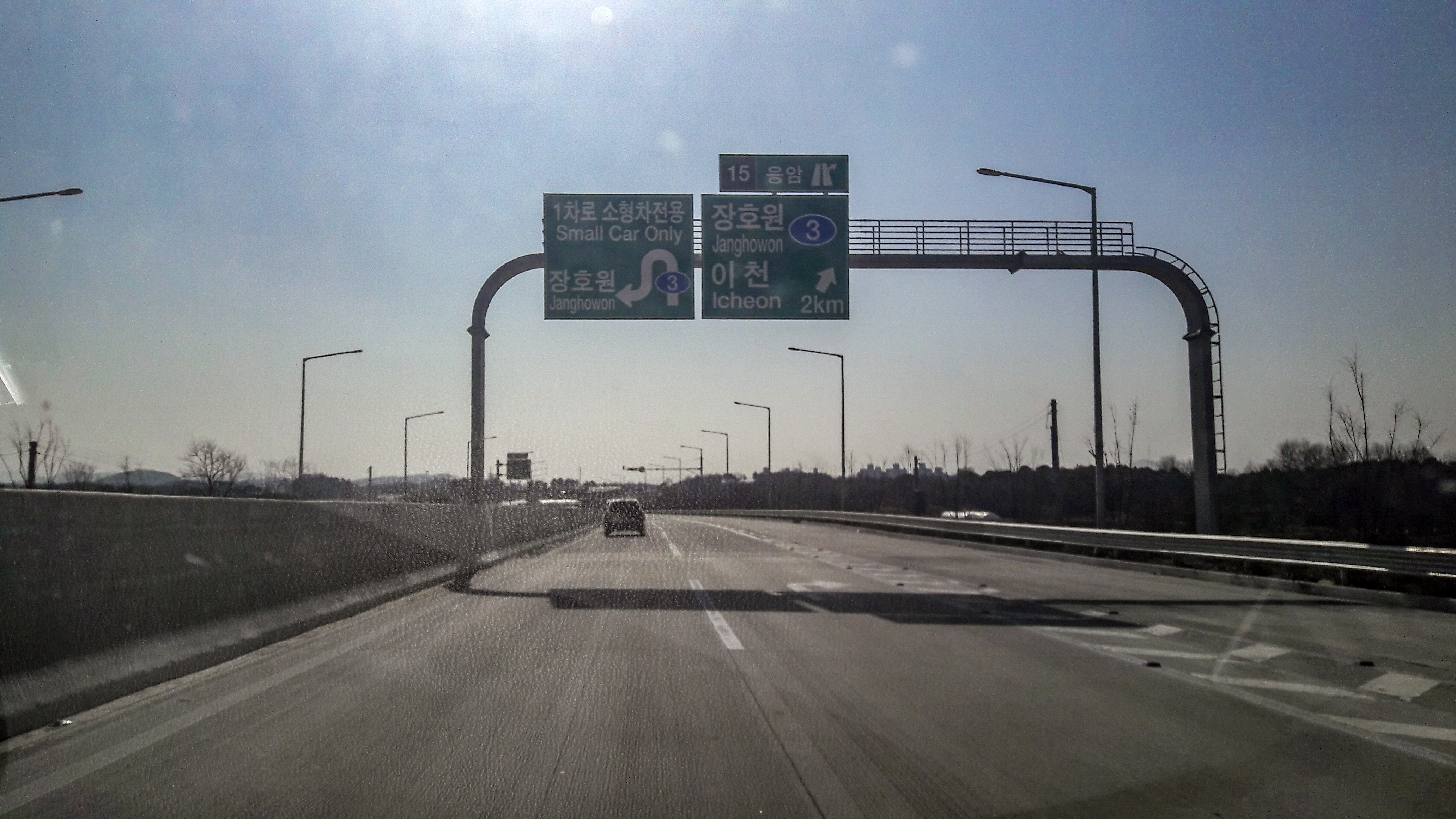
응암 나들목 2km 표지판(종점 시절, 장호원 방면)
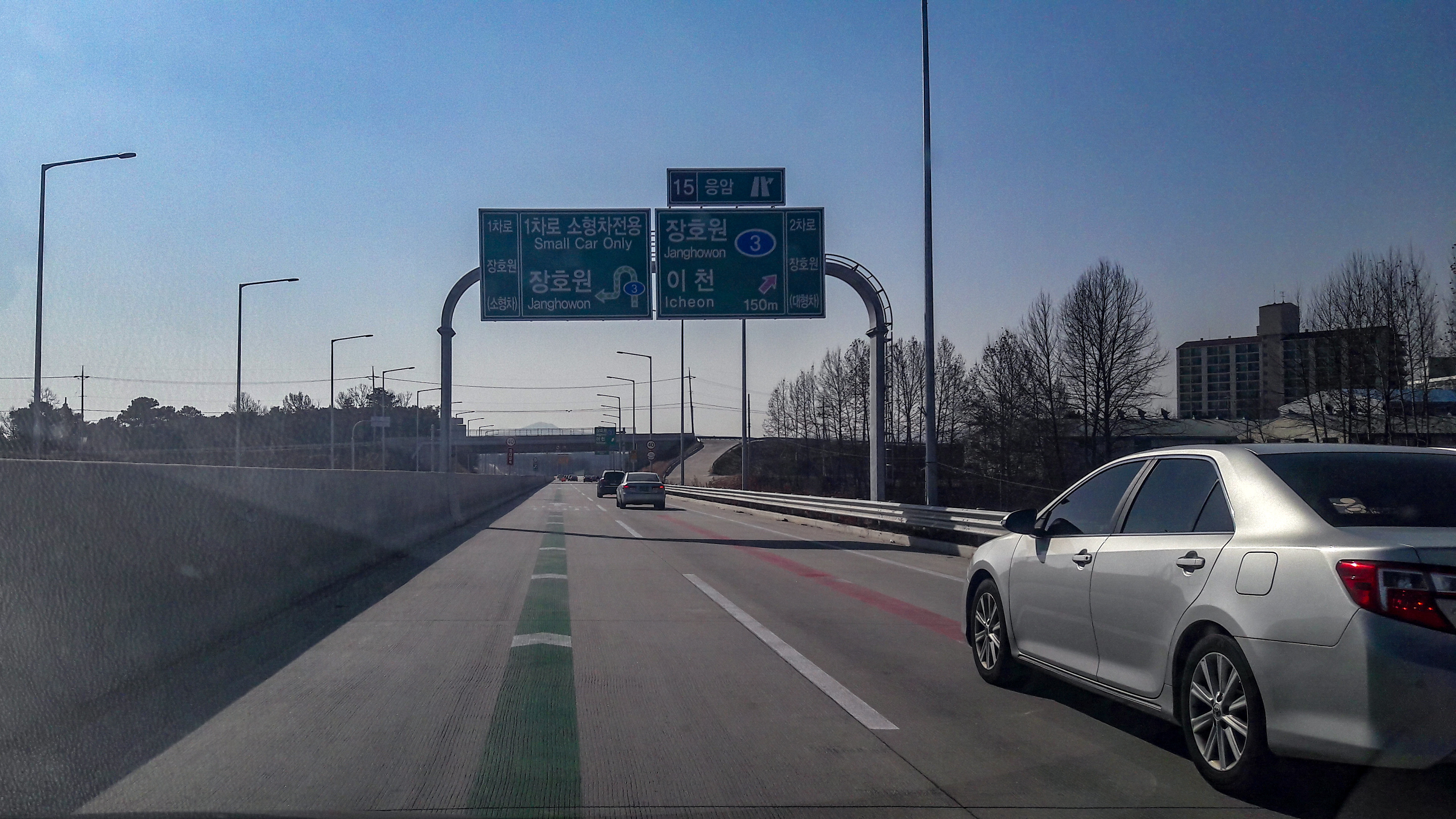
응암 나들목 150m 표지판(종점 시절, 장호원 방면)
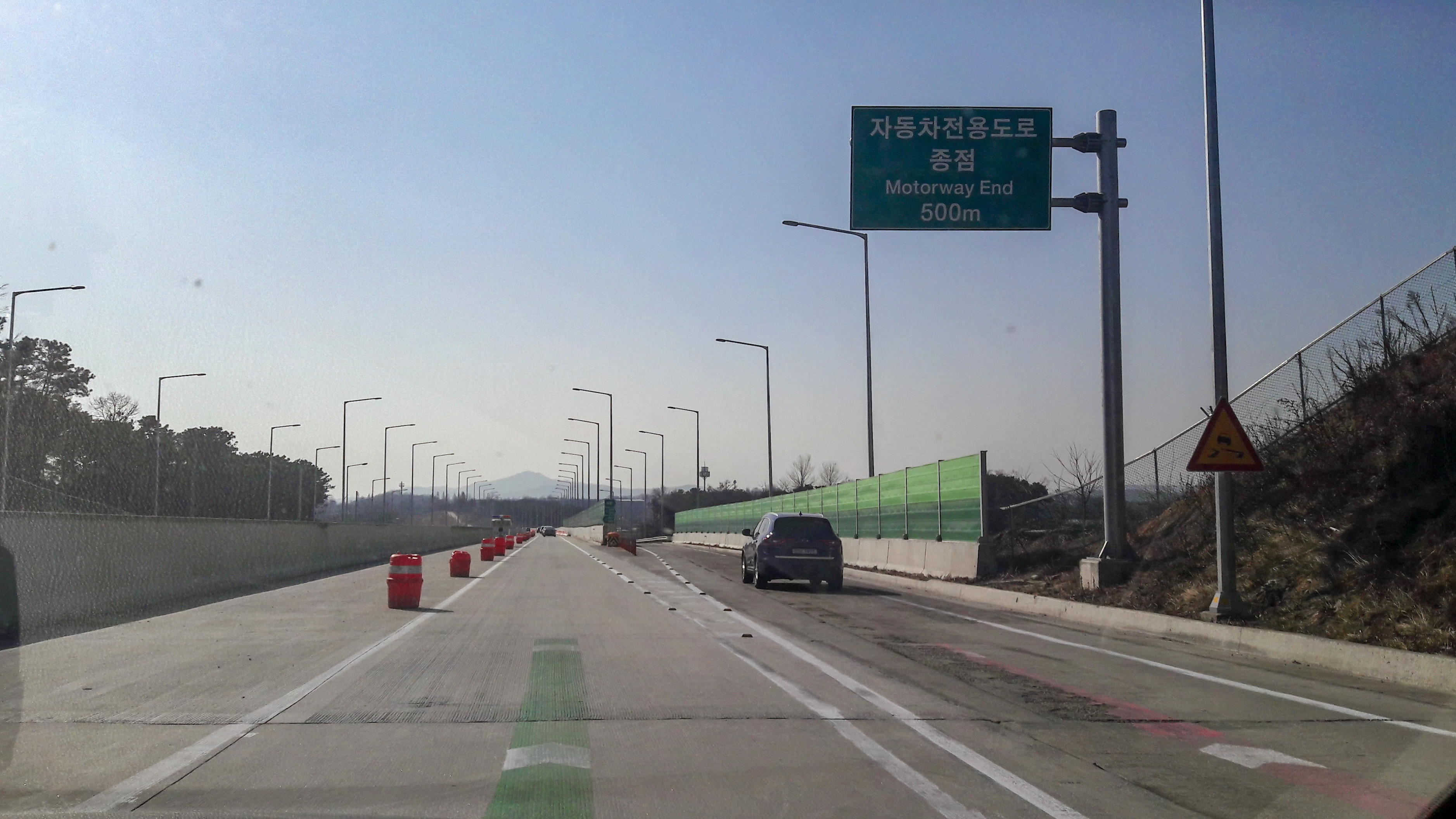
응암 나들목 자동차전용도로 종점 500m 표지판(종점 시절, 장호원 방면)
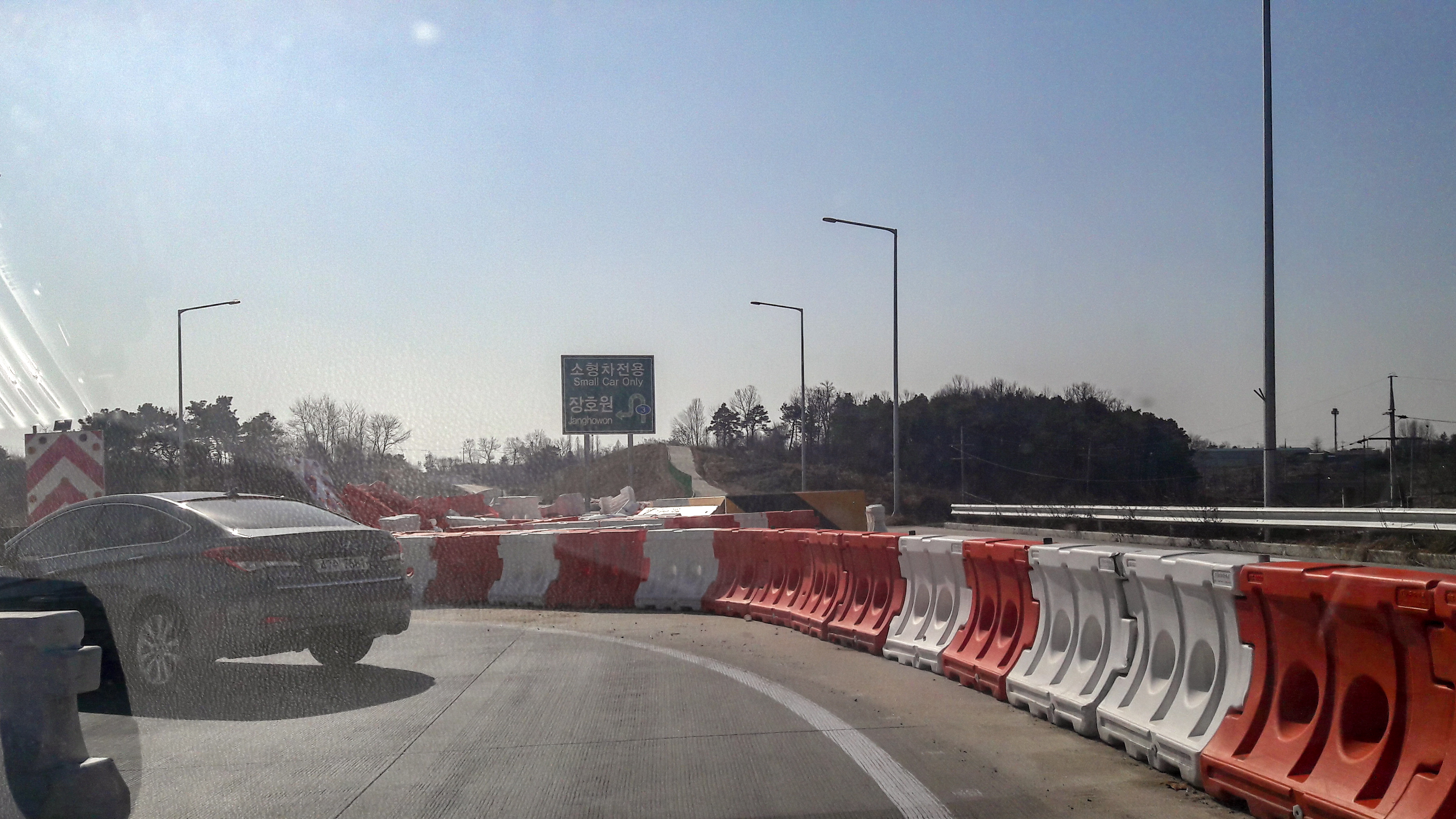
응암 나들목 유턴 표지판(종점 시절, 장호원 방면)
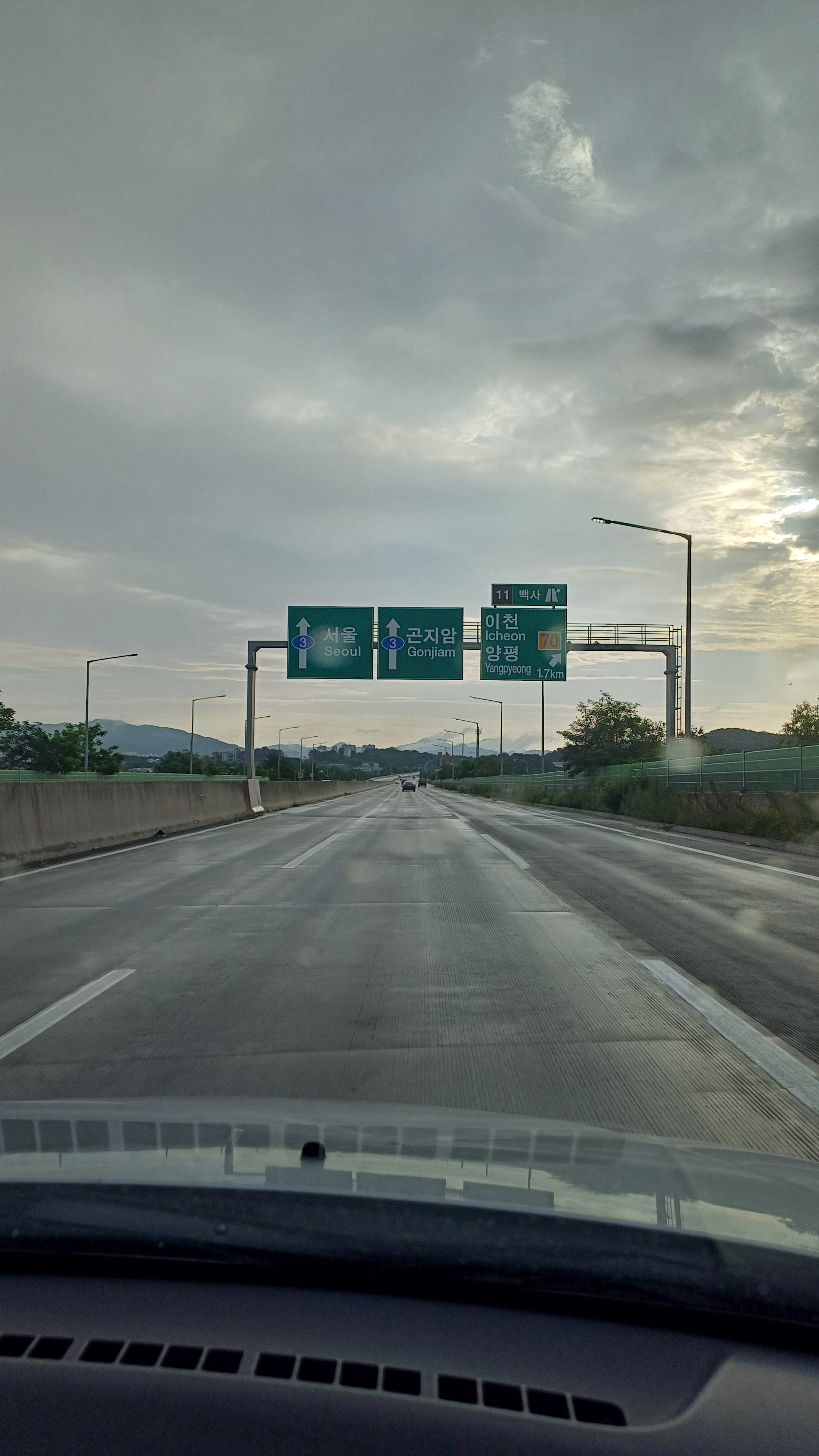
백사 나들목 (서울, 곤지암 방면)
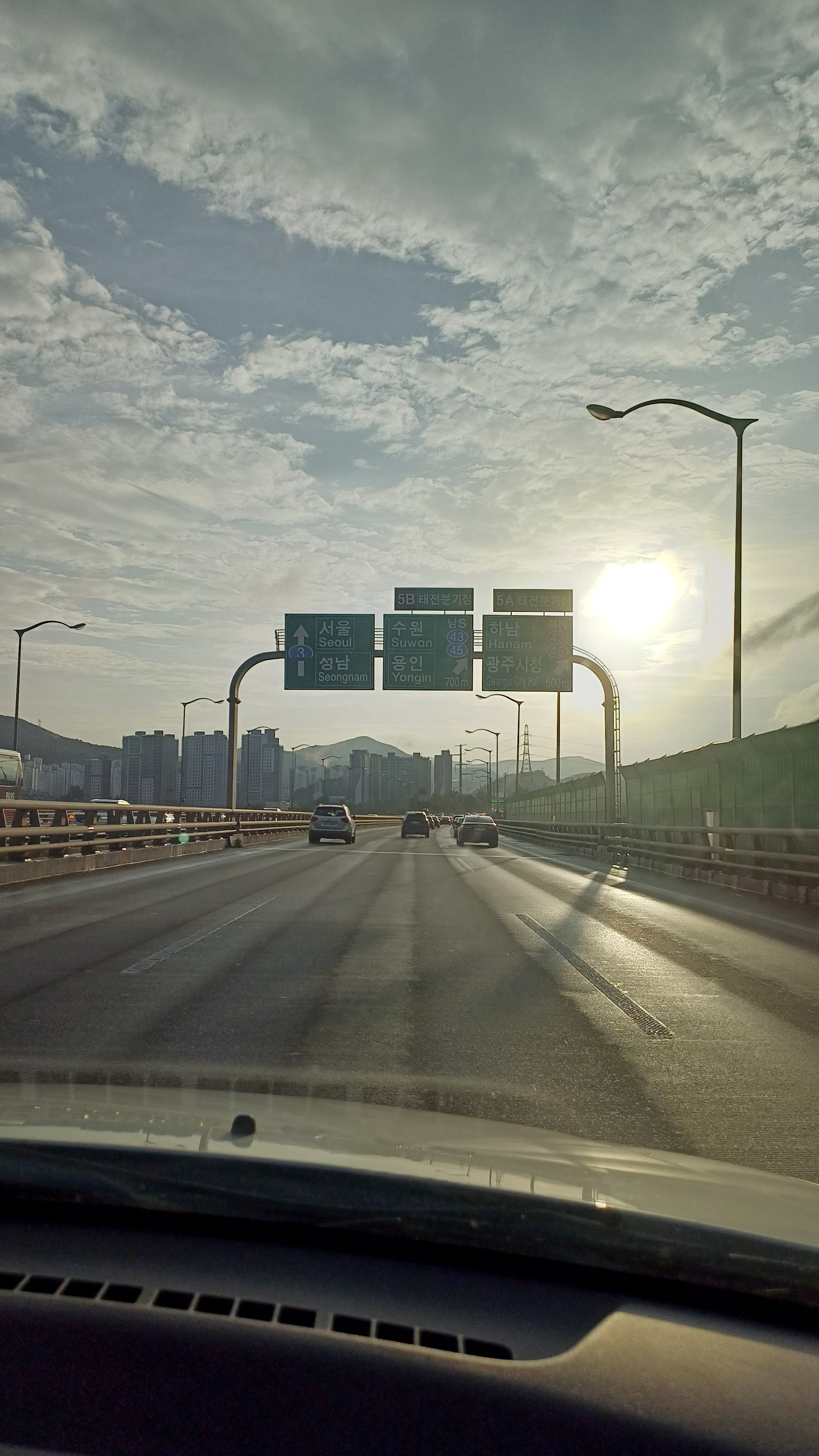
태전분기점(서울, 성남 방면)
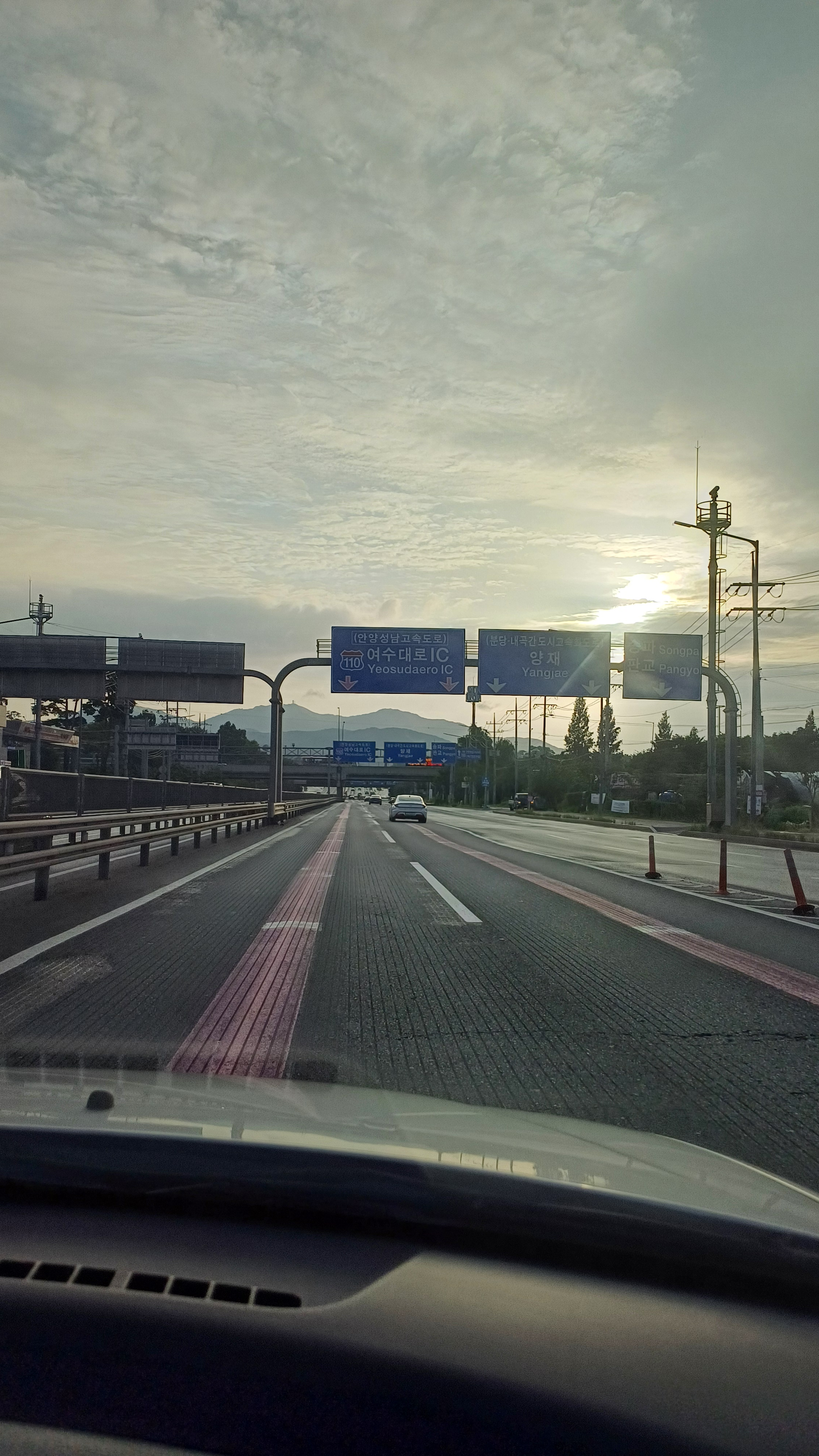
성남시청 교차로(제2경인고속도로 인천, 여수대로 양재, 송파 방면)

## 참고 문헌
- 성남~장호원 6 국도 건설사업 예비타당성조사보고서, 한국개발연구원, 2015년 12월.

## 같이 보기
- 국도 제3호선 (경충대로)
- 신평화로